# Gehorsam

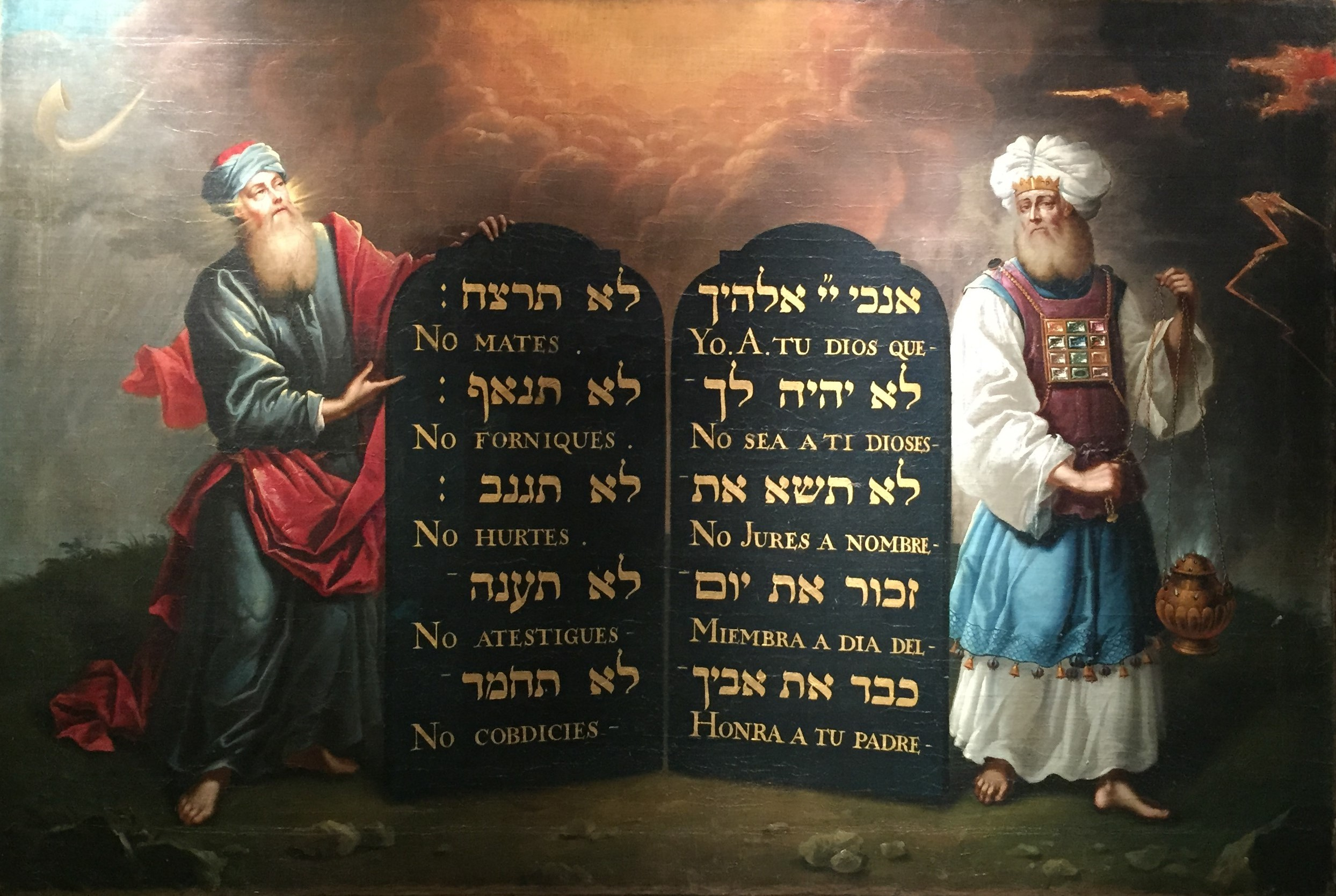
Die Ursprünge des Gehorsamsbegriffs der Westlichen Welt liegen im Pentateuch. Moses und Aaron mit den Gesetzestafeln, Gemälde von Aaron de Chaves, um 1675.

„Unter Gehorsam versteht man die Ausrichtung der eigenen Willens- und Handlungsentscheidungen an einer übergeordneten Instanz, wobei diese Instanz eine (gesetzliche oder sittliche) Regel, ein religiöses Gebot, eine Person oder auch Gott selbst sein kann.“ Die besondere Beziehung der Instanz zum Gehorchenden, die ihren Anspruch auf Gehorsam begründet, wird als Autorität bezeichnet. Von Autorität sorgfältig zu unterscheiden ist Zwang, der ebenfalls auf Gehorsam zielen kann.
Synonyme für Gehorsam sind Folgsamkeit, Fügsamkeit und Gefügigkeit. Das Gegenteil von Gehorsam ist Ungehorsam.
Der Gehorsamsbegriff spielt eine zum Teil zentrale Rolle unter anderem im Militärwesen, in der Theologie, in der politischen Philosophie, in der Pädagogik, in der Psychologie, in der Soziologie, in der Medizin, in der Ökonomie und im Recht. In den drei letztgenannten Bereichen spricht man heute meist von Compliance.

## Etymologie
Das Adjektiv gehorsam und das daraus abgeleitete Substantiv Gehorsam existieren bereits im Althochdeutschen als (ga)hôrsam, gihôrsam bzw. (gi)hôrsamî. Grundlage ist das ahd. Verb hôrran, hôran, das auf ein rekonstruiertes protogermanisches *hauzjan, *hausjan zurückgeht und „hören“, „zuhören“, „Folge leisten“ bedeutet. Im Mittelhochdeutschen bilden sich die Formen (ge)hôrsam bzw. gehôrsam(e) heraus, wobei das Substantiv bis in diese Zeit ein Femininum war. Entsprechendes wie für gehorsam/Gehorsam gilt für das Adjektiv ungehorsam (ahd. un[gi]hôrsam → mhd. un[ge]hôrsam und das Substantiv Ungehorsam (ahd. un[gi]hôrsamî → mhd. un[ge]hôrsam[e]). Als gehoorzaam bzw. gehoorzaamheid erscheinen das Adjektiv gehorsam und das Substantiv Gehorsam auch im Niederländischen.
Das Verb horchen (engl. hark) ist eine Frequentativbildung von hören, die sich als hôrchen, horchen erstmals im Mittelhochdeutschen nachweisen lässt. Auch die abgeleitete Form gehorchen (ursprünglich: „[verstärktes] horchen“) erscheint zuerst im 13./14. Jahrhundert.
Die Wörter gehören, (un)gehörig und hörig gehen auf dieselbe Wurzel wie gehorsam zurück und sind damit etymologisch eng verwandt.
Das Verb folgen (protogermanisch *fulgēn, *fulgǣn → ahd. folkên, folgên, folgêta → mhd. volgen) wird von Anfang an auch im Sinne von „gehorchen“ verwendet. Die Adjektivbildung folgsam dagegen erscheint als Synonym zu „gehorsam“ erst im 18. Jahrhundert, etwa in Friedrich Schillers Drama Don Karlos. Die reflexive Form des Verbs fügen (protogermanisch *fōgjan → ahd. fuokan, fuogan, fuagan, foakan, foagan → mhd. füegen, vüegen) – sich fügen – bezeichnet seit dem 17. Jahrhundert auch ein nachgebendes Sichdreinfinden.

## Geschichte des Gehorsamsbegriffs in der Westlichen Welt

### Altertum

#### Altes Testament und Judentum

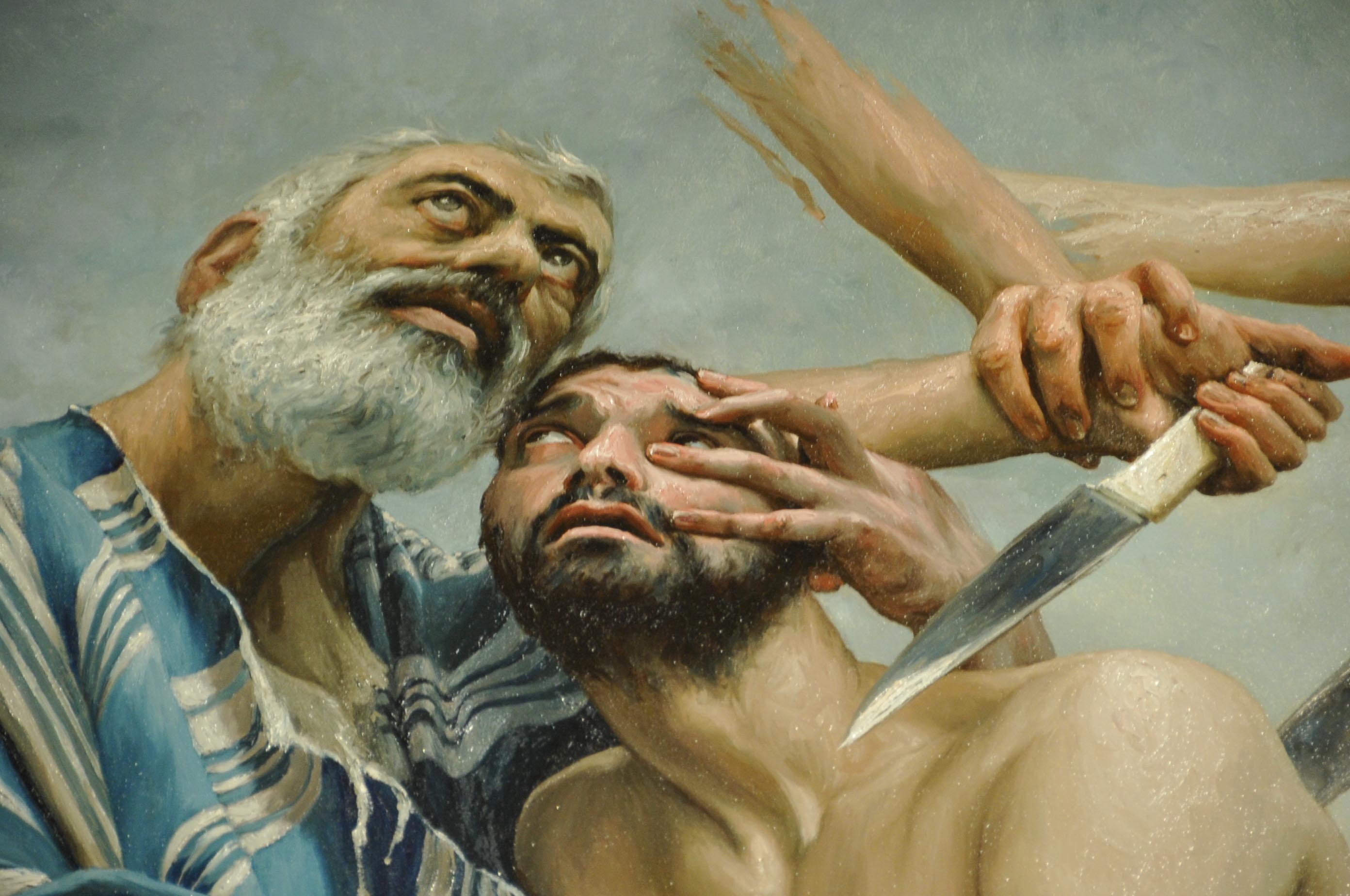
Ein Engel verhindert, dass Abraham, um Gott zu gehorchen, seinen geliebten Sohn tötet.

Im Tanach, der Sammlung heiliger Schriften des Judentums, die als Altes Testament vom Christentum übernommen wurde, ist es vor allem Gott, der immer wieder Gehorsam fordert (z. B. 5. Mose 13,5 , 1. Samuel 15,22 , Jeremia 38,20 ). Zu den exemplarischen Gottgehorsamen in diesen Texten zählt Abraham, der auf Gottes Befehl hin bereit ist, seinen jüngsten Sohn Isaak zu opfern – was Gott im letzten Moment verhindern lässt (siehe Bindung Isaaks, 1. Mose 22,1–19 ). Ein weiteres Beispiel findet sich in der Erzählung über Mose, der sich als einfacher Schafhirte anfangs gar nicht geeignet fühlt, die Kinder Israels aus der ägyptischen Gefangenschaft zu befreien (Auszug aus Ägypten), Gottes Ruf dann aber doch folgt (2. Mose 3,11 ). Ijob lässt nicht nach, Gott zu gehorchen und treu zu bleiben, obwohl dieser ihn mit einer Reihe furchtbarer Leiden prüft (Ijob 1–42 ). Lots Frau erstarrt, nachdem sie sich während der Flucht aus Sodom verbotenerweise umblickt, zur Salzsäule (1. Mose 19,15–26 ).
Der Gottgehorsam erfordert, wie ebenfalls bereits im Alten Testament gezeigt wird, gelegentlich auch Ungehorsam gegenüber weltlichen Instanzen: So gehorcht Daniel Gottes Gebot, zu ihm zu beten, obwohl König Darius ihn dafür in die Löwengrube werfen lässt; dem Tode entgeht er nur, weil Gott ihn schützt (Daniel 6,8–24 ). In 2. Mose 1,15–17  widersetzen die gottesfürchtigen hebräischen Hebammen sich der Anordnung des Pharao, die männlichen Neugeborenen zu töten.
Neben dem Gottgehorsam lehrt das Alte Testament auch den kindlichen Gehorsam vor den Eltern (5. Mose 21,18 , Sprüche 1,8 , Sprüche 23,22 ).
Nach dem Talmud hat Gott Mose am Berg Sinai nicht nur die Zehn Gebote, sondern auch die 613 Mitzwa gegeben, die Gebote und Verbote, die seitdem für alle Juden verbindlich sind. Der Gesetzesgehorsam, der Gott hier von den Kindern Israels einfordert, ist Teil des Sinaibundes, der neben dem Noach- und dem Abrahamsbund eine der theologischen Grundlagen der jüdischen Religion ist.

#### Antikes Griechenland
Eines der ersten stehenden Heere, von denen bekannt ist, dass die Soldaten exerzieren mussten, war das spartanische Heer, das seit der Mitte des 6. Jahrhunderts v. Chr. als das stärkste in Griechenland galt. Militärischer Gehorsam, also das (später meist durch Dienstvorschriften erzwungene) Befolgen militärischer Befehle, ist spätestens seit dieser Zeit als eine der unabdingbaren Voraussetzungen des Erfolges militärischer Operationen anerkannt.
Die griechische Mythologie ist voll von Geschichten, in denen die Götter, insbesondere Zeus, Menschen oder gelegentlich auch andere Götter mit grausamen Strafen belegt haben, weil sie sich ihnen nicht gefügt haben, darunter etwa Sisyphos, Lykurg, die Danaiden, Ixion, Leto, Aktaion, Tantalos, Niobe und Prometheus. Pandora öffnet, obwohl Zeus dies verboten hat, die ihr anvertraute Büchse, die alle Übel der Welt sowie die Hoffnung enthält.

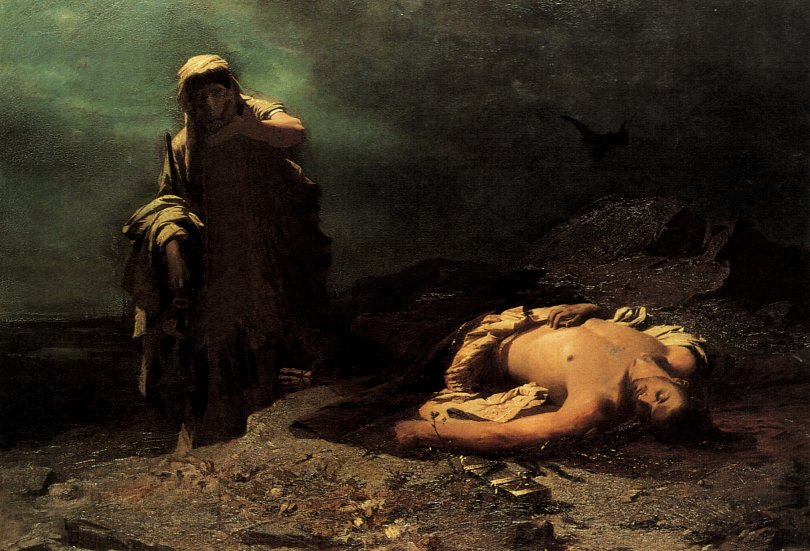
Antigone begräbt, obwohl der Usurpator Kreon dies strikt untersagt hat, ihren im Kampf gefallenen Bruder Polyneikes.

Aischylos erwähnt in seiner Tragödie Sieben gegen Theben (467 v. Chr.) eine Göttin Peitharchia (Πειθαρχια), eine Personifizierung des Gehorsams. Die bedeutendste altgriechische Tragödie zum Thema Ungehorsam ist aber Sophokles’ Antigone (442 v. Chr.) über die gleichnamige Königstochter, die die Herrschaft des Tyrannen Kreon nicht anerkennt und sich nach dem Tode ihres Bruders Polyneikes über Kreons Verbot, den Bruder zu beerdigen, hinwegsetzt.
Sokrates’ (469–399 v. Chr.) Beiträge zur politischen Philosophie, die auch ein Nachdenken über den Gehorsam einschließen, sind u. a. in der Politeia seines Schülers Platon überliefert. Für Sokrates bestanden die Grundvoraussetzungen für ein gesundes Staatswesen erstens in der Einsicht in das feststehende sittliche Ziel des Staates und zweitens im Gehorsam gegen das von den Einsichtigen geschaffene Gesetz, der ihm als Einsicht galt. Da er nicht erwartete, dass umgekehrt alle einsichtig und folglich gehorsam sein würden, schloss Sokrates auch Zwang nicht aus. Freilich verteidigte Sokrates den Gehorsam nicht um seiner selbst willen, sondern er gilt im Gegenteil sogar als theoretischer Begründer des Konzepts des zivilen Ungehorsams; denn wie Sokrates aufgewiesen hat, ist es im Falle einer Normenkollision möglich, aus Gewissensgründen eine ungerechte Norm zu verletzen, um anderen Normen zu gehorchen, und dabei auch eine Strafe zu akzeptieren. Die Verfassung werde dadurch nicht in Frage gestellt, sondern geprüft und geschützt.
Platon (428/427–348/347 v. Chr.) schlug in seiner um 375 v. Chr. verfassten Politeia vor, im idealen Staat einen Stand von „Helfern“ (Kriegern und Wächtern) zu schaffen, die „gleichsam als Hunde aufgestellt“ werden und den Regierenden gehorsam sein sollen. In seinem staatsphilosophischen Spätwerk Nomoi schrieb er:

„In Bezug auf das Kriegswesen wäre mancher gute Rat zu erteilen und manches gute Gesetz zu erlassen. Das Wichtigste aber wird dies sein, dass niemand, weder Mann noch Weib, je ohne Führer handle, und dass keine Menschenseele sich daran gewöhne, weder im Ernst noch im Scherz, für sich allein zu handeln, vielmehr nicht bloß im Kriege, sondern auch in der ganzen Friedenszeit stets auf ihren Anführer hinblicke, ihm in jeder Hinsicht nachfolge und sich auch im Kleinsten von ihm leiten lasse, wie wenn er befiehlt still zu stehen oder zu marschieren, sich zu üben, zu baden, zu speisen, in der Nacht aufzustehen um Wache zu halten oder Aufträge von ihm entgegenzunehmen, im Gefecht sich weder auf Verfolgung einlasse noch an Rückzug denke ohne ausdrückliches Geheiß der Führer, mit einem Wort, dass jedermann seine Seele durch Gewohnheit dahin bringt, dass sie weder weiß noch begreift wie jemand überall für sich selber ohne Gemeinschaft der Übrigen handeln könne, sondern dass alle möglichst stets auf einem Haufen bleiben und zusammenwirken und ihr Leben eine möglichst vollkommene Gemeinschaft bilde. […] Darum muß es denn auch in Friedenszeiten gleich von Kindheit auf eingeübt werden, dass wie einerseits befohlen, so andererseits gehorcht wird, und weder Mensch noch Tier, soweit die letzteren unter der Herrschaft der Menschen stehen, muß jemals glauben lernen ohne Befehl und Gehorsam leben zu dürfen.“

Karl Popper warf Platon später vor, hier das Urmuster des totalitären Denkens schlechthin geschaffen zu haben – eine Einschätzung, die sowohl Beifall als auch Kritiker gefunden hat.

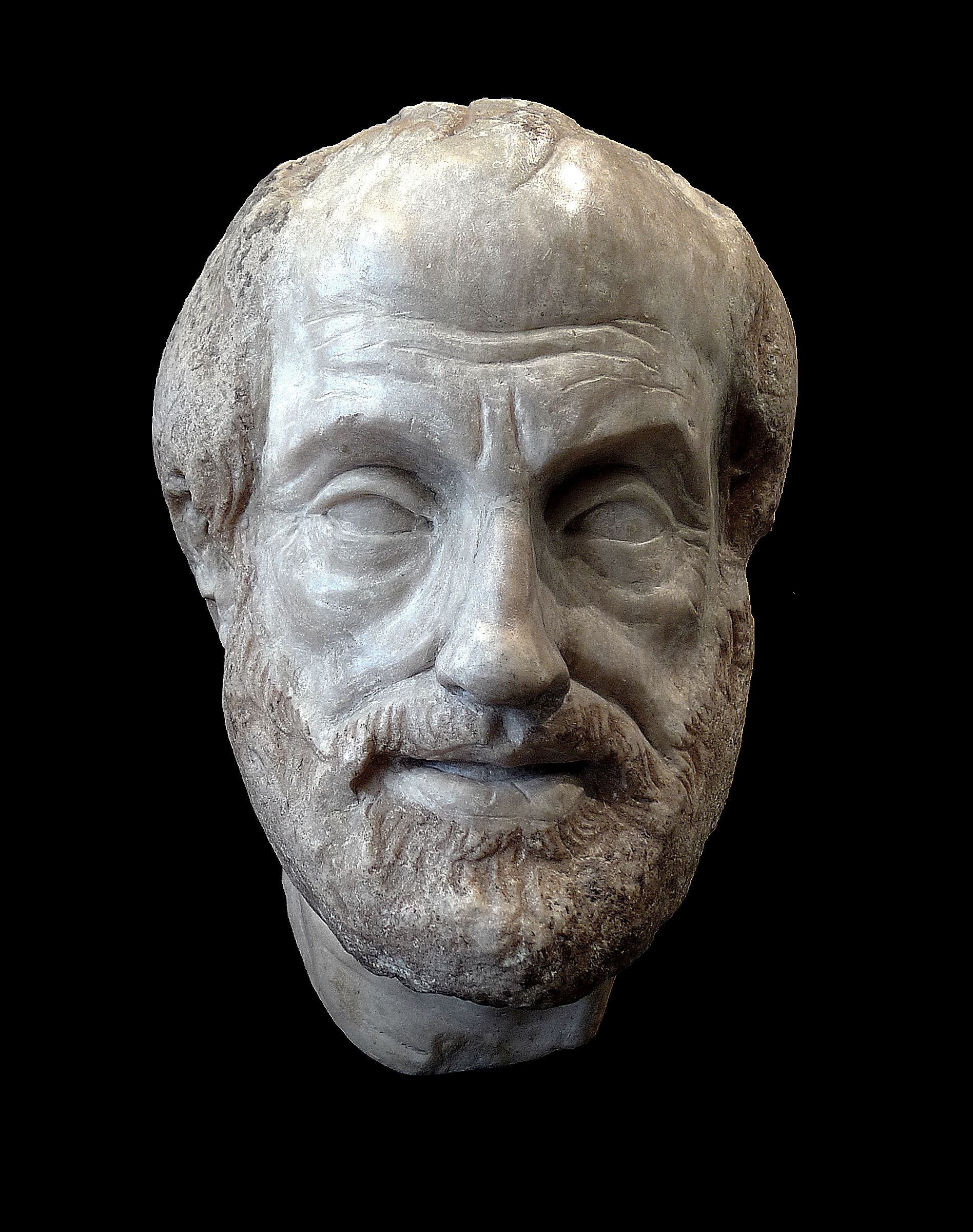
Aristoteles war überzeugt, dass Knechte und Frauen von Natur aus zum Gehorchen bestimmt seien: die ersteren durch ihre körperliche Stärke, die letzteren durch ihre körperliche Schwäche.

Aristoteles (384–322 v. Chr.) unterschied zwischen einer Regierungsgewalt einerseits, die ausschließlich unter freien Menschen stattfinde, und einer Herrengewalt andererseits, die solche Menschen betreffe, die von Natur aus Knechte seien. Über die erstere schrieb er u. a. in der Nikomachischen Ethik, wo er als die wichtigsten Eigenschaften eines Staatsangehörigen die Tüchtigkeit und den Gehorsam gegen die Gesetze nennt, wobei er den letzteren nicht mit strafender Strenge, sondern mit individuellen Erziehungsmitteln und mit Liebe durchsetzen wollte. Grundlegendes zur Herrengewalt hat Aristoteles in Politik und Fragment der Oeconomik formuliert. Er war überzeugt, dass einige Menschen von Natur zum Herrschen, andere dagegen zum Ausführen und Gehorchen bestimmt seien:

„Denn der, welcher durch seinen Verstand die Handlungen der Menschen, mit Vorsicht in die Zukunft, leiten kann, ist von Natur zum Herrschen bestimmt und zum Herrn gemacht; der aber, welcher, durch seine körperlichen Kräfte, das auszuführen im Stande ist, was jener vorgesehen hat, ist von Natur gemacht zum Gehorchen, also zum Knecht oder Diener.“

Frauen stellt Aristoteles auf eine Stufe mit Knechten und berichtet abschätzig über die „Barbaren“, dass diese zwischen Frauen und Männern deshalb keinen Unterschied machen, „weil sie überhaupt alle Sclaven sind, und den Theil, der zum Herrschen gemacht ist, nicht haben.“
Das Verhältnis von Mann und Frau vergleicht er mit dem zwischen dem Menschen und den Tieren:

„Die zahmen sind ihrer Natur nach besser als die wilden: allen aber ist es gut, wenn sie dem Menschen gehorchen, denn alsdann erst sind beyde sicher.
Eben so verhält sich das Weib zum Mann. Dieser ist von Natur stärker, jenes schwächer; also muss dieses gehorchen, jener regieren.“

An späterer Stelle im selben Text erklärt Aristoteles, dass das Verhältnis von Mann und Frau sich von dem zwischen Herrn und Knecht auch insofern unterscheide, als es – ebenso wie das Verhältnis von Vater und Kindern – ein Verhältnis zwischen Freien sei. Beim Verhältnis zwischen Vater und Kindern sieht er Ähnlichkeit mit dem monarchischen Regiment, bei dem von Mann und Frau dagegen mit dem republikanischen. Dass die Geschlechter sich, wie republikanische Verhältnisse es eigentlich nahelegen, in ihrer Führungsrolle abwechseln, schließt Aristoteles aber mit dem Argument explizit aus, dass der Mann der Frau an Ansehen überlegen sei. In der Nikomachischen Ethik beschreibt er das Verhältnis der Geschlechter als aristokratisch: „Denn der Mann herrscht gebührender Weise, und zwar auf dem dem Manne zustehenden Gebiete, und überläßt dagegen der Frau was sich für diese schickt.“ Auch dass Mann und Frau Freunde sein können, hebt die Tatsache der männlichen Überlegenheit für Aristoteles nicht auf.

#### Römisches Reich
Im römischen Recht wurde dem männlichen Familienoberhaupt – dem pater familias – besondere Herrschaftsmacht (patria potestas) zugestanden. Außer seinen Kindern und Adoptivkindern hatten ihm auch seine Sklaven zu gehorchen. Die Ehefrau dagegen schuldete ihm Gehorsam nur, wenn die Ehe als Manusehe geschlossen war. Die Herrschaftsmacht war gleichzeitig eine sakrale, eine besitzrechtliche und eine praktische, letzteres insofern, als der pater familias über die Mitglieder seines Haushalts nahezu ohne Einschränkungen bestimmen konnte. Bis zum Jahre 374 war die patria potestas ein Recht über Leben und Tod, das weder zivilrechtlich noch strafrechtlich eingeschränkt war. Der pater familias besaß, solange er lebte, die vollste und freieste Erziehungsgewalt über die Kinder; diese galten privatrechtlich für rechtsunfähig und hatten den Eltern gegenüber strenge Pietätspflichten.

#### Neues Testament und christliche Spätantike
Die überragende Bedeutung, die der Gehorsam im Judentum hat, bleibt auch im daraus hervorgegangenen Christentum erhalten. Im Neuen Testament, der maßgebenden Schriftensammlung der neuen Religion, erscheint der Gehorsamsbegriff unter anderem im Zusammenhang mit den Wundern Jesu, speziell mit dem Rettungswunder der Stillung des Seesturms; Jesus Christus erscheint hier als jemand, dem die Naturelemente gehorchen (Matthäus 8,27 : „Die Menschen aber verwunderten sich und sprachen: Was ist das für ein Mann, daß ihm Wind und Meer gehorsam ist?“; Markus 4,41 ; Lukas 8,25 ; vgl. auch Markus 1,27 ). Andererseits jedoch wird Christus durch seinen Kreuzestod selbst zum ultimativen Vorbild für den Gehorsam: „[…] er erniedrigte sich selbst und ward gehorsam bis zum Tode, ja zum Tode am Kreuz.“ (Philipper 2,8 ; Hebräer 5,8 ) Maria gehorcht, als der Engel Gabriel ihr verkündigt, dass sie, obwohl sie noch mit keinem Mann geschlafen hat, einen Sohn – Jesus – gebären werde (Lukas 1,38 ). Als der Hohepriester Simon Petrus verbietet, im Namen Jesu zu predigen, setzt dieser sich über das Verbot hinweg und gehorcht stattdessen Gott (Apostelgeschichte 5,29 ).
Wie im Alten Testament, so ist auch im Neuen Testament hauptsächlich vom Gehorsam gegen Gott (Apostelgeschichte 5,29 ) und von Gehorsam im Sinne der Annahme und Befolgung des christlichen Glaubens die Rede (z. B. Apostelgeschichte 6,7 ; Römer 6,17 ; 2. Korinther 7,15 ). Spezieller Gehorsam wird den Kindern anempfohlen, die ihren Eltern, und den Knechten, die ihren Herren gehorchen sollen (Kolosser 3,20, 22 ). Auch seinen Lehrern soll ein Christ gehorchen (Hebräer 13,17 ). Ausdrücklich heißt es im Neuen Testament, dass auch der weltlichen Obrigkeit Gehorsam zu leisten sei (Titus 3,1 ). In 1. Petrus 3,1  wird darüber hinaus dafür geworben, dass Frauen „ihren Männern untertan sein“ sollen, und zwar explizit deshalb, damit die Nicht-Christen „ohne Wort [für das Christentum] gewonnen werden“. Petrus verweist hier auf das Vorbild Saras (1. Petrus 3,6 ), ohne sich ausdrücklich auf einen spezifischen Gehorsamsakt Saras zu beziehen; da Sara ihrem Mann Abraham mehrfach gehorcht hat, wird aber angenommen, dass er ihre Fügsamkeit insgesamt gemeint hat.

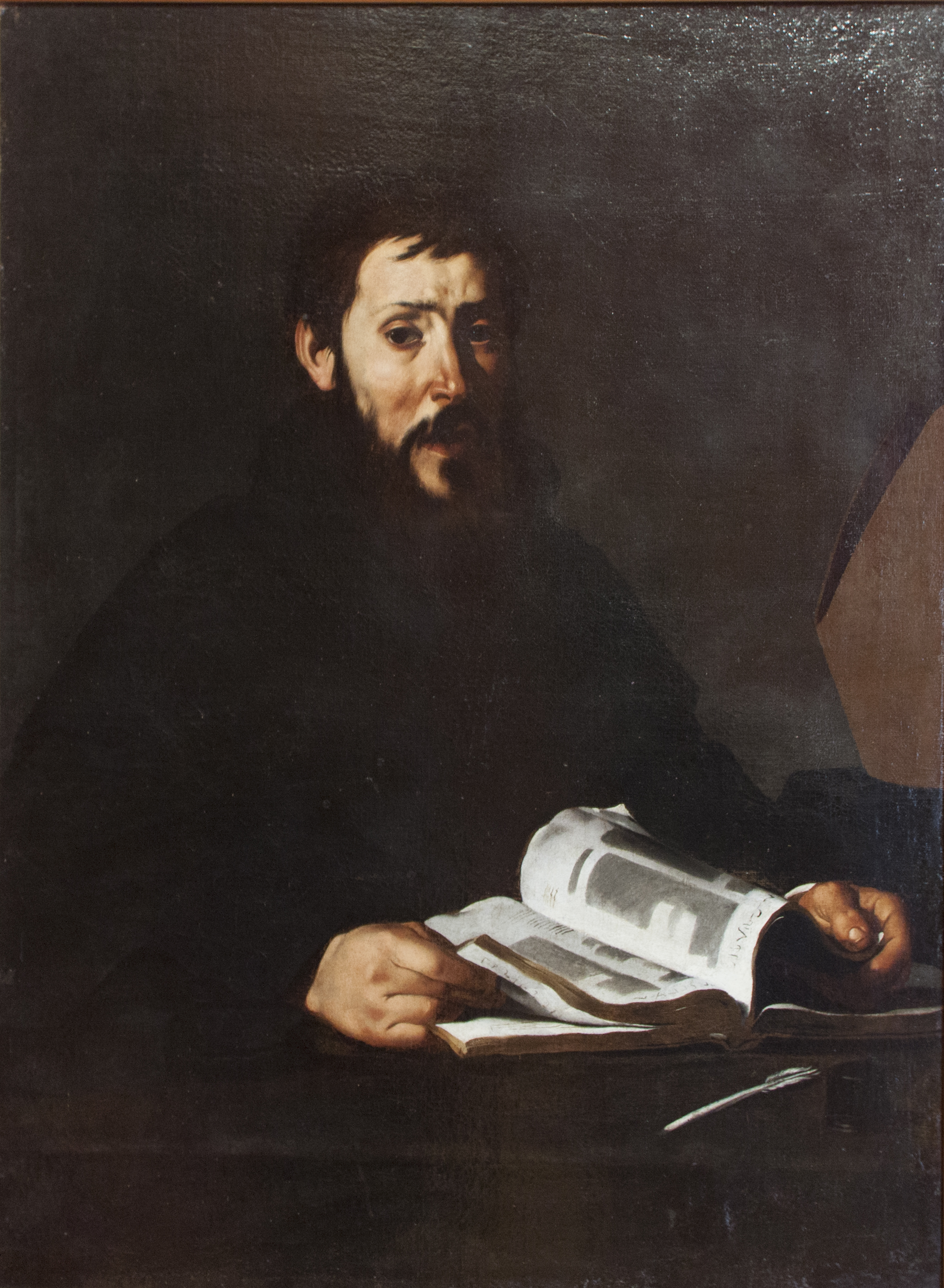
Augustinus hat als einer der ersten großen christlichen Theologen gelehrt, dass die Frau dem Manne zu gehorchen habe.

Der Kirchenvater Augustinus von Hippo (354–430) stellt in seinen Vorträgen über das Johannes-Evangelium (414–417) Adam und Christus gegenüber: Der Erstere sei (durch sein Essen der Frucht des verbotenen Baumes der Erkenntnis) der große Ungehorsame der Heiligen Schrift gewesen, der durch seinen Sündenfall die Erbsünde über die Menschen gebracht habe, während der Letztere durch seinen vollkommenen Gehorsam gegenüber Gott und seine Einwilligung in den Kreuzestod die Menschen von ihren Sünden reinwäscht und damit vom Untergang erlöst.
In verschiedenen seiner Schriften hat Augustinus seine Überzeugung dargelegt, dass die Frau dem Manne von Natur aus Gehorsam schulde:

„Und wie in seiner [des Menschen] Seele etwas ist, das durch Urteil und Überlegung herrscht, ein anderes, das sich unterwirft, um zu gehorchen, so sehen wir auch in der sinnlichen Welt das Weib dem Manne unterworfen, das zwar geistlich dieselbe Beschaffenheit der vernünftigen Erkenntnis besäße, aber durch das leibliche Geschlecht dem männlichen Geschlechte in derselben Weise unterworfen sein sollte, wie der Trieb zum Handeln sich unterwirft, um von der Vernunft des Geistes die Erkenntnis des richtigen Handelns zu empfangen.“

Ausgehend von den Lehren Augustinus’ entstand um 497 die Augustinusregel, die zunächst noch keine Anwendung fand, im Hochmittelalter aber verschiedene Ordensgründungen inspirierte. Im siebten Kapitel dieser Ordensregel wird der Gehorsam behandelt. Abgeleitet wird die Gehorsamspflicht hier aus Hebräer 13,17  („Gehorcht euren Lehrern und folgt ihnen; denn sie wachen über eure Seelen, als die da Rechenschaft dafür geben sollen; auf daß sie das mit Freuden tun und nicht mit Seufzen; denn das ist euch nicht gut.“), wobei die Oberen ihre Autorität jedoch nicht aus Freude am Gebieten, sondern in Demut und allein aufgrund ihrer Verantwortlichkeit vor Gott ausüben sollen. Obwohl die Oberen dazu angehalten sind, sich vor Gott als die Geringsten der Brüder einzuschätzen, sollen die Mönche ihnen aus Hochachtung und aus Liebe folgen, nicht jedoch primär aus Furcht.

### Mittelalter

#### Islam
Der Islam, der im frühen 7. Jahrhundert durch den Propheten Mohammed gestiftet wurde und dessen heilige Schrift, der Koran, vielfältige Bezüge zu den Erzählungen des Alten Testaments aufweist, kennt den Begriff ṭāʿah (طاعة, „Gehorsam“), der ähnlich wie die entsprechenden Begriffe im Judentum und Christentum den Gottesgehorsam („Fürwahr, Allah (allein) gebührt lauterer Gehorsam.“), aber auch den daraus abgeleiteten Gehorsam vor Mohammed, dem Kalifen oder der staatlichen Autorität bezeichnet. Ein damit nicht völlig deckungsgleicher, aber nahe verwandter Begriff ist Taqwā (تقوى, „Gottesfurcht“), der eher eine Haltung der Wachsamkeit vor Sünden als eine Unterwerfung unter den Willen Gottes bezeichnet. Eine umfassende Analyse, ob im Islam die Frau dem Mann unterworfen ist und Gehorsam leisten müsse, hat 2008 Karen Bauer vorgenommen.

#### Feudalismus
Als das erste voll entwickelte Feudalsystem gilt das Fränkische Reich, dessen bedeutendster Herrscher Karl der Große (768–814) war. Die Genealogie dieser Herrschaftsform ist nicht ganz geklärt; neben römischen (Kolonat, antike Sklaverei) dürften auch keltische und germanische Einflüsse (Gefolgschaft) eine Rolle gespielt haben. Grundlegend für die Feudalherrschaft ist – neben dem feodum (Liegenschaftsvermögen samt baulicher, gerätschaftlicher und personeller Ausstattung), das der Landesherr seinen Gefolgsleuten als Gegenleistung für militärische Dienste zum Lehen überträgt – der Gehorsam der zum feodum gehörenden Bauern gegenüber dem Gefolgsmann, der durch die Belehnung ihr Grundherr wird. Die Bauern waren zu Frondiensten und Abgaben verpflichtet, durften nicht abwandern und unterlagen auch der Gerichtsbarkeit des Grundherrn. Darüber hinaus waren bei der Abhängigkeit der Bauern vom Grundherrn zwei Formen zu unterscheiden: Leibeigene waren unfrei durch ihre Person und konnten auch getrennt vom Grund und Boden verkauft werden; Hörige waren „schollengebunden“ und konnten nur zusammen mit dem Grundstück verkauft werden.

#### Christliches Mittelalter

##### Glaubensgehorsam

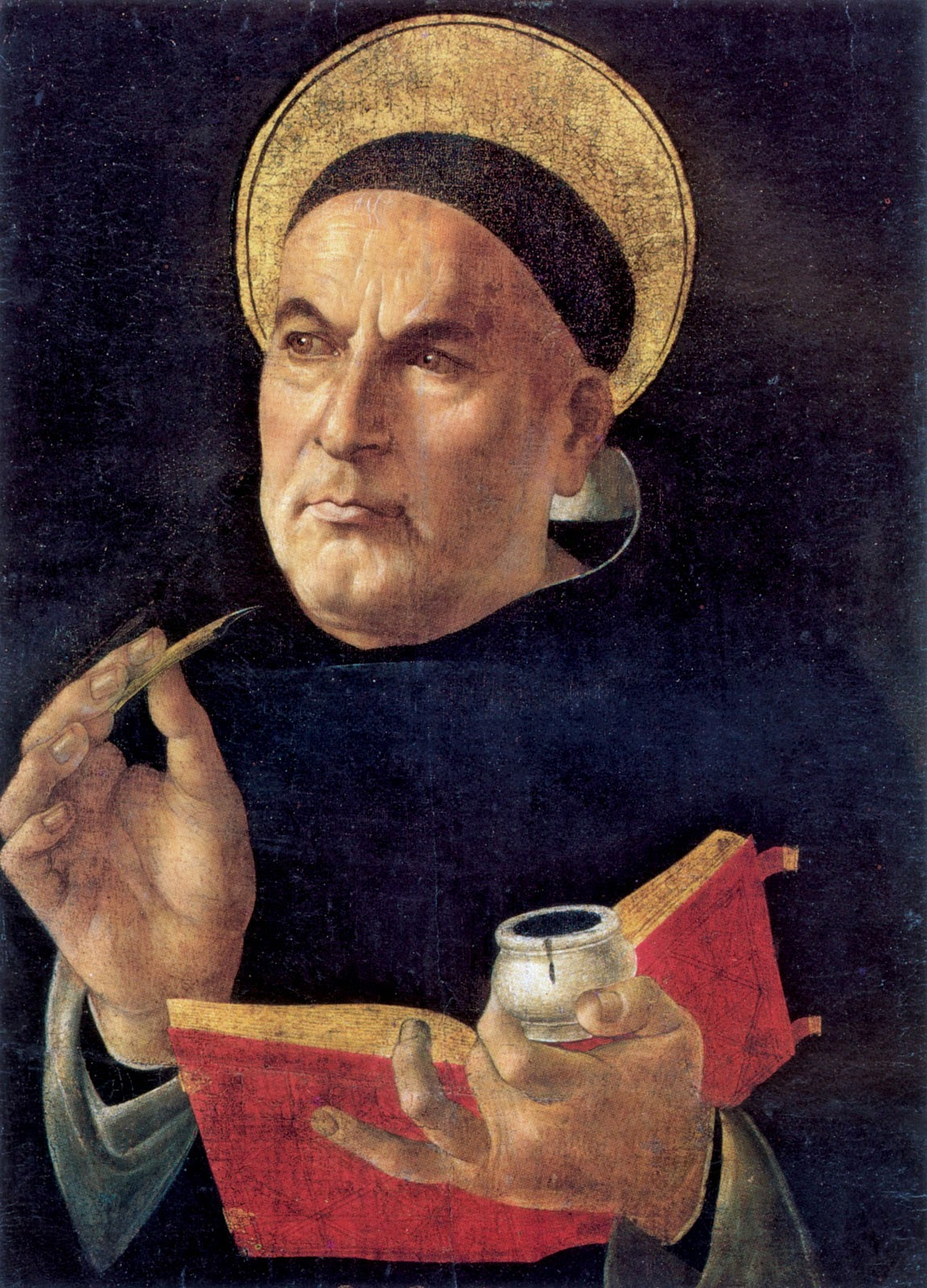
Zu den bedeutendsten Theoretikern des Gehorsams des europäischen Mittelalters zählt der italienische Theologe und Philosoph Thomas von Aquin; Gemälde von Sandro Botticelli (1445–1510), undatiert

Eine wichtige Rolle spielt der Gehorsam auch in der um 540 von Benedikt von Nursia verfassten Ordensregel der benediktinischen Orden (Benediktiner, Zisterzienser, Trappisten), der Regula Benedicti. Deren Gehorsamskonzept basiert auf Psalm 18,45  („[…] es gehorcht mir mit gehorsamen Ohren“), wo der christliche Glaube als rückhaltloser demütiger Gehorsam an Gott gedeutet wird. Auf der Grundlage von Lukas 10,16  („Wer euch hört, der hört mich […]“) sind die Ordensmitglieder dabei angehalten, den Auftrag eines Oberen so zu erfüllen, als käme er von Gott. Beim Eintritt bei den Benediktinern legen die künftigen Mönche und Nonnen ein Ordensgelübde (Profess) ab, das neben Stabilitas sua (Beständigkeit) und Conversatio morum suorum (klösterlichem Lebenswandel) auch Oboedientia (Gehorsam) umfasst.
Thomas von Aquin (1225–1274) beschäftigte sich mit dem Gehorsam unter anderem im 104. und 105. Kapitel seiner zwischen 1265 und 1273 verfassten Summa theologica. Er stellt hier fest, dass der Gehorsam gegenüber einem Vorgesetzten etwas Gutes sei, weil er „der von Gott den Dingen eingeprägten Ordnung“ entspreche und weil er aus der Liebe hervorgehe. Darüber hinaus sei er auch eine Tugend und sogar die größte Tugend, denn er sei das größte Opfer, das ein Mensch bringen könne, nämlich das Opfer des eigenen Willens; auch das Märtyrertum sei im Kern Gehorsam. Insbesondere aber müsse der Mensch Gott gehorchen, denn dieser sei „die erstbewegende Kraft aller Willenskräfte“. In gewissen Dingen brauche der Mensch nur Gott, nicht aber anderen Menschen zu gehorchen, so „in seiner inneren Willensbewegung“ und „in dem, was zur Natur des Körpers gehört“; auch sei der Mensch einem Vorgesetzten „nur mit Rücksicht auf einiges ganz Bestimmte“ unterworfen. Dass ein Christ auch „der zeitlichen Gewalt“ bzw. „den weltlichen Fürsten“ zu gehorchen habe, begründet Thomas damit, dass der Gehorsam erstens etwas zutiefst Christliches sei und zweitens der „Dienst des Menschen dem Menschen gegenüber […] den Leib an[gehe], nicht die Seele“. Auch unter den Ordensgelübden hielt Thomas, weil alle anderen daraus folgen, das Gehorsamsversprechen für das zentrale.
Der im frühen 13. Jahrhundert von Dominikus gegründete Dominikanerorden folgt grundlegend der Augustinusregel, bei den Gelübden aber Thomas von Aquin. So geloben Dominikaner bei der Profess insbesondere Gehorsam, aber auch Armut und Keuschheit. Ebenfalls im frühen 13. Jahrhundert entstanden, Franziskus von Assisi folgend, die franziskanischen Orden (Minoriten, Franziskaner, Kapuziner), die der Regula bullata folgen. Franziskanermönche geloben Armut, Keuschheit und Gehorsam.
Aus dem Mittelalter ist auch das wahrscheinlich um 1400 entstandene Buch des Gehorsams erhalten, ein in mittelhochdeutscher Sprache verfasster Prosatraktat in Form eines geistlichen Sendschreibens an eine Nonne, dessen zentrales Thema Funktion, Grundlagen und Erscheinungsformen der klösterlichen Grundhaltung des widerspruchslosen und freudigen Gehorsams sind.

##### Weiblicher Gehorsam
In einigen der Quaestiones seiner in den 1230er Jahren verfassten Schrift Summa de bono hat der französische Philosoph und Theologe Philipp der Kanzler (nach 1160–1236) sich mit der Frage befasst, in welchen Fällen Frauen gehorchen müssen, wenn ihr Mann Beischlaf (debitum coniugii) von ihnen fordert.
In Frankreich veröffentlichte der Jurist Philippe de Beaumanoir im Jahre 1283 die Coutumes de Beauvaisis, ein sehr einflussreich gewordenes Werk über das Gewohnheitsrecht des Landes. Unter anderem enthielt es eine Regelung der Ehe, in der die Frau ihrem Mann einerseits zum Gehorsam verpflichtet war, dieser andererseits jedoch nichts von ihr fordern konnte, das gegen die Gebote Gottes oder die guten Sitten verstieß. Auch der flämische Arzt und Naturphilosoph Bartholomäus von Brügge († 1356) vertrat in seinem unter dem Titel Questiones Yconomice veröffentlichten Kommentar der pseudo-aristotelischen Oikonomika die Auffassung, dass die Frau dem Manne nur in ehrbaren und erlaubten Dingen gehorchen müsse.
Eine Darstellung des Ehefrauengehorsams, der im spätmittelalterlichen französischen Adel erwartet wurde, findet sich im Livre du Chevalier de la Tour Landry pour l’enseignement de ses filles (1371–1373). Der Ménagier de Paris (um 1393) leistet Entsprechendes für die Ehenormen im zeitgenössischen Bürgertum. Der Historiker Hans-Werner Goetz hat vermutet, dass diese spätmittelalterliche „Hausliteratur“ den Ausgangspunkt der Zurückdrängung der Frau in die Rolle der gehorsamen, auf die Versorgung des Mannes fixierten Hausfrau bilde.

### Frühe Neuzeit

#### Renaissance

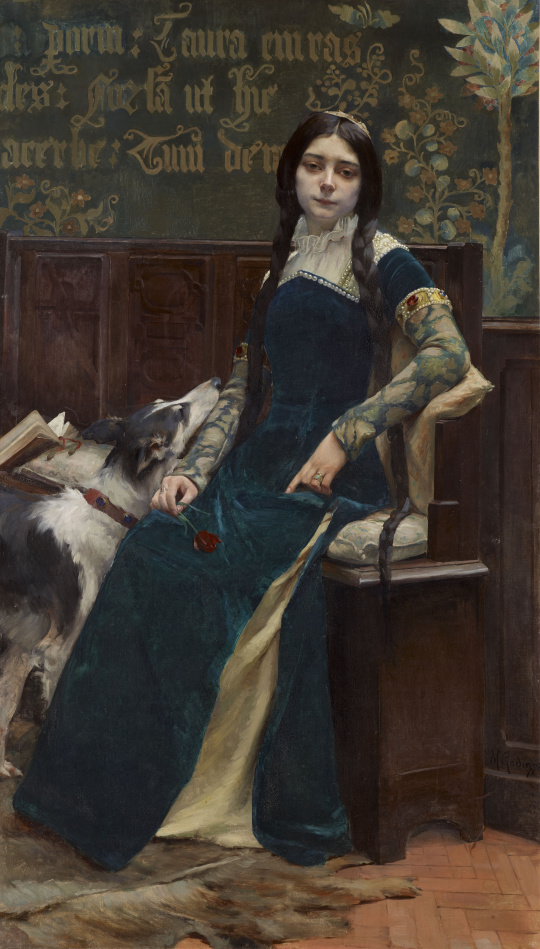
Ein Archetyp der gehorsamen Ehefrau ist Petrarcas Griseldis (Gemälde von Marguerite Godin, 1894).

Francesco Petrarca (1304–1374) veröffentlichte unter dem Titel De insigni oboedientia et fide uxoria eine freie lateinische Übersetzung der Griseldis-Novelle aus Giovanni Boccaccios in italienischer Sprache verfasstem Decamerone (1349–1353), die stark zur Verbreitung dieses Textes beigetragen hat. Die Geschichte handelt von der Tochter eines armen Bauern, die einen Fürsten heiratet; um sicherzustellen, dass sie ihm vollkommen ergeben ist, unterzieht dieser sie einer Reihe schwerer Prüfungen. Bei Petrarca ist der Fürst weniger grausam dargestellt als bei Boccaccio, und Griseldis eifriger, ihm zu Gefallen zu sein.
Der italienische Gelehrte Giovanni Pontano veröffentlichte 1490 einen philosophischen Traktat De oboedientia („Vom Gehorsam“). Der Text enthält eine theoretische Rechtfertigung des Absolutismus und der Monarchie als Staatsform. Als Vertreter des politischen Humanismus geht Pontano dabei von der Idee aus, dass die Gesellschaft als organischer Körper zu beschreiben sei, in dem jedes Mitglied eine bestimmte Funktion ausübt, wobei die Untertanen den Souverän durch ihre Loyalität und ihren Gehorsam erst zu einem solchen machen.
Das 1549 erstmals veröffentlichte offizielle liturgische Buch der Church of England, das Book of Common Prayer, war eines der ersten im englischen Sprachraum, das vorsah, dass die Frau ihrem Mann bei der Heirat Gehorsam gelobte:

“Wilt thou have this man to thy wedded houseband, to live together after Goddes ordeinaunce, in the holy estate of matrimonie? Wilt thou obey him, and serve him, love, honor, and kepe him in sickenes and in health? And forsaking al other kepe thee onely to him, so long as you bothe shall live?”

„Willst du diesen Mann zu deinem Ehemann haben, um nach göttlicher Weisung im heiligen Stande der Ehe zusammenzuleben? Willst du ihm gehorchen und ihm dienen, ihn lieben, ehren und in Krankheit und Gesundheit bei ihm bleiben? Und allen anderen entsagen und nur bei ihm bleiben, so lange ihr beide lebt?“

In der amerikanischen Ausgabe des Book of Common Prayer hieß es seit 1789:

“I […] take thee […] to my wedded husband, to have and to hold, from this day forward, for better for worse, for richer for poorer, in sickness and in health, to love, cherish, and obey, till death us do part, according to God’s holy ordinance; and thereto I give thee my troth.”

„Ich [Name der Braut] nehme dich [Name des Bräutigams] zu meinem angetrauen Ehemann, um dich von diesem Tage an zu haben und zu halten, im Guten und im Schlechten, in Reichtum und in Armut, in Krankheit und in Gesundheit, um dich zu lieben, zu ehren und dir zu gehorchen, bis dass der Tod uns scheidet, Gottes Heiligem Gesetze entsprechend; und das gelobe ich dir.“

Obwohl eine Mehrheit der Amerikaner diese Formel als veraltet empfindet, wird sie bis in die Gegenwart als eine von mehreren Optionen weiterhin nachgefragt und verwendet.

#### Pädagogik des Protestantismus
Seine heutige (maskuline) Form und seinen Bedeutungsumfang erhielt das deutsche Wort „Gehorsam“ vor allem durch Martin Luther (1483–1546), der es in seiner Bibelübersetzung und an anderer Stelle vielfach verwendet hat. Luthers Pädagogik gründet sich wesentlich aufs vierte Gebot („Du sollst deinen Vater und deine Mutter ehren, auf daß dir’s wohlgehe und du lange lebest auf Erden.“), aus dem Luther eine kindliche Gehorsamspflicht ableitet. Luther konstatiert, dass selbst Jesus Christus seinen Eltern „untertan“ war (Lukas 42,51 ). Allerdings missbilligt er eine Erziehung, bei der Kinder nur aus Angst vor Strafe gehorchen, und empfiehlt, dem Bibeltext entsprechend, vielmehr eine Erziehung, in der Eltern bei ihren Kindern Ehrerbietung – also gleichermaßen Furcht wie Liebe – erwecken. Gehorsam erwartete Luther – abgeleitet aus dem vierten Gebot, da Führungsgewalt delegierbar sei – darüber hinaus nicht nur von Kindern, sondern auch von allen untergeordneten Mitgliedern eines Hauses, also auch vom Gesinde, sowie auf höherer Ebene von den Untertanen jeglicher Obrigkeit. Den Gehorsam vor Gott stellt Luther jedoch über jede weltliche Gehorsamspflicht.
Charakteristisch für die Pädagogik Johann Arndts (1555–1621) war die Überzeugung, dass das Kind vom Mutterleib an voller böser Unarten sei, unter denen er auch den Ungehorsam nennt. Arndt führt, in Anlehnung an Augustinus, die angeborene Bösartigkeit auf den Ungehorsam Adams zurück, der sich Gottes Verbot widersetzte, vom Baum der Erkenntnis zu essen; Jesus Christus dagegen, der sich dem Willen seines göttlichen Vaters bis in den Kreuzestod fügte, stehe für Gehorsam, Sitte und Freundlichkeit, wobei Arndt freilich nicht einen weltlichen, sondern einen Glaubensgehorsam meint. Christus habe Gottes Gehorsamsgebot erneuert und für alle Christen verbindlich gemacht. Wie später Francke, lehnte auch Arndt einen „eusserlichen gehorsam“ ab, der sich dem Zwang beugt und Heuchelei sei, und forderte ein „gehorsames Hertz aus liebe“.
Für August Hermann Francke (1663–1727), den herausragenden Pädagogen des Halleschen Pietismus, war der Gehorsam – nach der Liebe zur Wahrheit und vor dem Fleiß – eine jener Kardinaltugenden, die den Menschen zu Gott hin führen. Francke unterscheidet zwischen einem „äußerlichen“ Gehorsam, der darauf zielt, Menschen zu gefallen, und einem an Gott gerichteten „rechten Hertzens-Gehorsam“. Zu den Ausgangspunkten seiner Pädagogik zählt das Paulus-Wort „Und ihr Väter, reizet eure Kinder nicht zum Zorn, sondern zieht sie auf in der Vermahnung zum HERRN.“ (Epheser 6,4 ) In seinem 1698 erschienenen Traktat Von Erziehung der Jugend Zur Gottseligkeit und Klugheit warb Francke für eine erzieherische „Gemüths-Pflege“, die darin bestehe, dass zwar der Wille des jungen Menschen „unter den Gehorsam“ gebracht werde, es diesem Willen aber leicht gemacht werden solle, ohne Zwang zu folgen, indem dem Verstand des Zöglings „heilsame Lehren“ geboten werden, insbesondere durch das gute Vorbild der ihn umgebenden Erwachsenen, aber auch durch den Katechismus und die Geschichten der Bibel. Der Eigenwille des Kindes müsse zwar gebrochen werden, jedoch „mit sehr grosser Liebe, Sanfftmuth und Gedult“. „Durch den hertzlichen Gehorsam wird die Herrschafft des eigenen Willens und Fürwitzes niedergeleget, und das Hertz immer mehr und mehr erniedriget und demütig gemacht, auch zu einer ungeheuchelten Bescheidenheit und Freundligkeit angewiesen“. Anders als Luther sieht Francke die Gesellschaft nicht als eine vertikale Ordnung, in der Untergeordnete dem jeweils Übergeordneten zu gehorchen haben, sondern fordert mit Paulus („und seid untereinander untertan in der Furcht Gottes“, Epheser 5,21 ), dass wahre Christen „auch ihres gleichen, und geringern“ gehorchen.

#### Gegenreformation
Die neue Innerlichkeit am Übergang zur frühen Neuzeit (devotio moderna) führte europaweit zu Reformbewegungen, wie dem von einer Gruppe um den Basken Ignatius von Loyola um 1540 gegründeten Jesuitenorden. Zwar wurden die aus den alten Ordensregeln bekannten Grundsätze für das Gehorsamsverständnis in seinen Satzungen aufgenommen, doch vielfach der neuen Zeit angepasst. So wurde der von Ordensleuten geforderte Gehorsam weiterhin spirituell christozentrisch begründet und in der Ausbildung grundgelegt. Doch da der neue Orden nicht klösterlich verfasst war, sondern von Anfang an überregional und sogar global auch in Asien und Südamerika agierte, musste der Gehorsam jetzt über neu zu findende bürokratische Kommunikation sichergestellt werden. Der Versuch, den regional verstreuten Orden einheitlich zu regieren, führte zum größten erhaltenen Briefkorpus aus dem 16. Jahrhundert.
Der Gehorsam musste dafür in der Ausbildung (Noviziat) stark eingübt und verinnerlicht werden und setzte dann bei den Vorgesetzten laufend gute Informationen aus den verschiedenen Regionen voraus. Das führte zu eine schwierigen Balance von klaren, Gehorsam erwartenden Anweisungen und gleichzeitig der Notwendigkeit, diese eigenständig und flexibel vor Ort anzuwenden.
Neben dem Gehorsamsgelübde gegenüber dem Ordensoberen – zunächst dem allgemeinen Oberen in Rom (praepositus generalis, dem „General“), dann gegenüber den Oberen in größeren Provinzen (Provinzial) – hatten die Jesuiten von Anfang an ein Gehorsamsgelübde gegenüber den Sendungen des Papstes. In der Selbstwahrnehmung führte das zu einer starken Binnenidentität; von außen wurde die Bindung „an Rom“ (der später so genannte Ultramontanismus) als knechtischer Gehorsam gegenüber der kirchlichen Zentrale befeindet. Nördlich der Alpen wurde der Orden schon bald zu einem Instrument der Gegenreformation (Petrus Canisius). In den katholischen Landen (Portugal, Spanien, Frankreich) trat der an die zentrale Kirchenorganisation gebundene Gehorsam in einen Gegensatz zu den Versuchen der Fürsten, eigene Nationalkirchen zu bilden; bei den betroffenen Jesuiten führte das oft zu Loyalitätskonflikten, wem der größere Gehorsam gelten soll.
Wenn die Satzungen der Jesuiten aus älteren Ordensverfassungen den Gehorsam „wie ein lebloser Körper“ als Metapher für einen asketischen Verzicht auf den Eigenwillen übernahmen, so wurde daraus nun der Kampfbegriff „Kadavergehorsam“ – je nach Position selbstbewusst oder polemisch gebraucht, wie auch andere, eigentlich traditionelle Wendungen nun speziell auf die Jesuiten projiziert wurden und diese mehr und mehr als Inbegriff einer von strikten Gehorsam geprägten Truppe wahrgenommen wurden, auch wenn der Orden in der Praxis massive Probleme durch Ungehorsam hatte.

#### Absolutismus

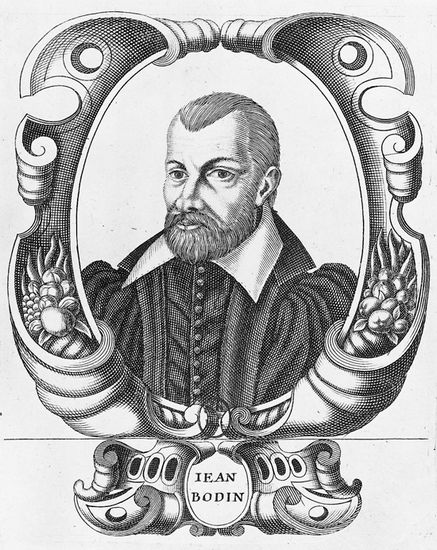
Jean Bodin, einer der einflussreichsten Theoretiker des Absolutismus, warb dafür, den Gehorsam vor dem Monarchen über den Gehorsam vor Gott zu stellen.

Der französische Jurist Jean Bodin (1529/1530–1596) veröffentlichte 1576 sein Buch Sechs Bücher über den Staat, das als einer der Gründungstexte der Politikwissenschaft gilt. Das Buch entstand vor dem Hintergrund der sehr blutigen Hugenottenkriege, denen außer religiösen vor allem machtpolitische Gegensätze zugrunde lagen. Um diese zu entscheiden, formulierte Bodin das Staatsideal einer Monarchie, die zwar legitimiert und somit auch gezügelt sein soll, dem Monarchen aber absolute Souveränität gewährt. Der Gehorsam gegenüber dem König sollte zur zentralen Lebensregel der Untertanen werden und noch vor den Gottgehorsam treten.

#### Philosophie der Aufklärung
Der englische Staatstheoretiker Thomas Hobbes (1588–1679), der vor der Aufklärung lebte, dieser mit seiner Vertragstheorie aber wichtige Impulse lieferte, wendet in seinem Hauptwerk, dem 1651 erschienenen Leviathan, den christlichen Gehorsamsbegriff ins Säkulär-Politische. Bürgerlicher Gehorsam ist für ihn – noch vor Gesetzen, Frieden, Nächstenliebe und gesellschaftlichem Leben – die wichtigste Voraussetzung für jedes auf menschlicher Vereinbarung basierende Gemeinwesen:

“The condition of man in this life shall never be without inconveniences; but there happeneth in no Commonwealth any great inconvenience but what proceeds from the subjects’ disobedience and breach of those covenants from which the Commonwealth hath its being.”

„Die Lage des Menschen wird in diesem Leben niemals ohne Unannehmlichkeiten sein; aber es gibt in keinem Gemeinwesen größere Unannehmlichkeit als die, die aus dem Ungehorsam der Staatsangehörigen und ihrem Bruch jener Vereinbarungen hervorgehen, aus denen das Gemeinwesen besteht.“

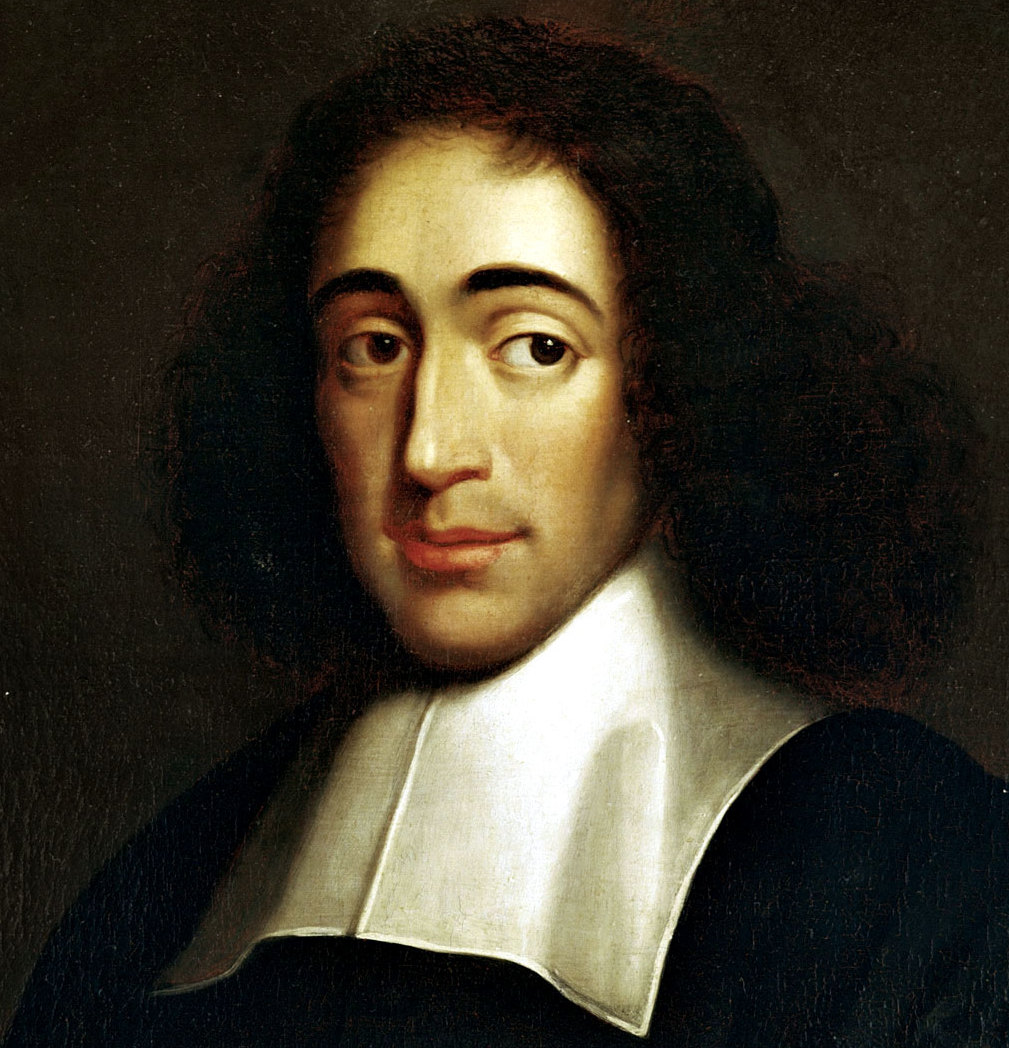
Baruch de Spinoza hat im 17. Jahrhundert Entscheidendes zur Theorie des Gehorsams beigetragen.

Der niederländische Philosoph Baruch de Spinoza (1632–1677), der dem Rationalismus zugerechnet wird und als einer der Begründer der modernen Bibel- und Religionskritik gilt, behandelte den Gehorsam in seinem 1670 erschienenen Tractatus theologico-politicus. Er greift in diesem Text die katholische Kirche an, die so sehr bestrebt sei, sich die Gläubigen rundum gehorsam zu machen, dass sie selbst die Bibel zu diesem Zweck falsch ausdeute. Spinoza hält dem das wesentlich ursprünglichere Gehorsamskonzept der evangelischen Lehre entgegen und schreibt, dass der Glaube an Gott und der Gehorsam gegen Gott dort insofern ein und dasselbe seien, als (entsprechend Jakobus 2,17 ) „der Glaube allein, ohne Werke, todt sei“. Spinozas Ziel ist es, den Gehorsam erneut auf Gott selbst zu orientieren bzw. auf den Kern dessen, was Gott den Menschen geboten habe: Gerechtigkeit und Nächstenliebe (Römer 13,8 ).
Bezogen auf den Staat dagegen hielt Spinoza den Gehorsam unter bestimmten idealen Umständen für theoretisch verzichtbar:

„Weil […] der Gehorsam darin besteht, dass die Befehle blos vermöge der Autorität des Befehlenden befolgt werden, so folgt, dass derselbe in einer Gemeinschaft, wo die Herrschaft bei Allen ist, und die Gesetze nach allgemeiner Uebereinstimmung erlassen werden, keinen Platz hat […]“

Selbst in der Demokratie müssen die Menschen jedoch dem Gesetz gehorchen, da hier nämlich „Jeder alle seine Macht auf die Gesellschaft überträgt, die damit das höchste natürliche Recht auf Alles, d. h. die höchste Herrschaft allein behalten wird, und Jeder wird aus freiem Willen oder aus Furcht vor harter Strafe zu gehorchen gehalten sein.“
Weiterhin legte Spinoza im Tractatus theologico-politicus dar, dass das Handeln nach Befehl zwar die Freiheit etwas aufhebe, den Gehorchenden aber nicht gleich zum Sklaven mache. Allein die Tatsache, dass jemand nicht zum eigenen Nutzen, sondern zu dem des Befehlenden handelt, mache jemanden zum Sklaven. In einem (demokratischen) Staat, in dem das Wohl des ganzen Volkes Gesetz ist, seien auch Untertanen folglich keine Sklaven. Entsprechendes gelte auch für Kinder, da die Befehle der Eltern vor allem auf den Nutzen der Kinder abzielen.
Hobbes’ Landsmann John Locke (1632–1704) hatte Luthers Diktum, dass aus dem vierten Gebot eine Gehorsamspflicht für Untertanen herzuleiten sei, durch Robert Filmer (um 1588–1653) rezipiert und trat dieser Auffassung in seinen Zwei Abhandlungen über die Regierung (1689) explizit entgegen. Locke führt hier eine Unterscheidung zwischen politischem Gehorsam einerseits und einer Pflicht andererseits ein, „die wir Personen schulden, die keinen Anspruch auf Souveränität, noch irgend welche politische Autorität besitzen, wie die Obrigkeit sie über Untertanen besitzt“.
Der Brite George Berkeley (1685–1753), der als aufgeklärter Philosoph zwischen Locke und David Hume stand, prägte 1712 in einem gleichnamigen Traktat den Begriff des passiven Gehorsams. Wie vielen Intellektuellen seiner Zeit wurde Berkeley zu Unrecht vorgeworfen, ein Jakobit und politischer Revolutionär zu sein. Dem unscharfen Gebrauch, den seine Ankläger mit dem Begriff der Rebellion trieben, setzte er die Auffassung entgegen, dass die von Gott gewollte Unterwerfung unter die weltliche Obrigkeit nicht auch Übereinstimmung und Kooperation erfordere; im Falle von Differenzen genüge es vielmehr, sich passiv zu verhalten, keinen Widerstand zu leisten und nicht zu rebellieren.
Der französische Gelehrte Charles de Secondat, Baron de Montesquieu (1689–1755) schrieb 1748 in seinem staatsphilosophischen Hauptwerk Vom Geist der Gesetze, einem Schlüsseltext der Aufklärung:

« Comme l’éducation dans les monarchies ne travaille qu’à élever le cœur, elle ne cherche qu’à l’abbaisser dans les états despotiques. Il faut qu’elle y soit servile. Ce sera un bien, même dans le commandement, de l’avoir eue telle ; personne n’y étant tyran, sans être en même temps esclave.
L’extrême obéissance suppose de l’ignorance dans celui qui obéit ; elle en suppose même dans celui qui commande : il n’a point à délibérer, à douter, ni à raisonner ; il n’a qu’à vouloir. »

„So wie die Erziehung in Monarchien nur darauf abzielt, das Herz zu erheben, zielt sie in despotischen Staaten allein darauf ab, es zu erniedrigen. Es muss dort unterwürfig sein. Es wird gut sein, ein solches auch beim Befehlen zu haben; niemand ist dort ein Tyrann, ohne gleichzeitig ein Sklave zu sein.
Äußerster Gehorsam setzt Unwissenheit bei dem voraus, der gehorcht; es setzt sie sogar bei dem voraus, der befiehlt: Er muss nicht nachdenken, zweifeln oder argumentieren; er muss nur wollen.“

Der Schweizer Jean-Jacques Rousseau (1712–1778), der in vielen seiner Werke gegen die von Monarchenwillkür geprägte absolutistische Herrschaft anschrieb, erklärt in seinem politisch-theoretischen Hauptwerk Vom Gesellschaftsvertrag (1762), dass nur die „rechtmäßige Gewalt“ (franz. les puissances légitimes; gemeint ist die durch einen Gesellschaftsvertrag legitimierte Gewalt) Gehorsam einfordern könne, und auch dies nur bezogen auf die vom Volke selbst beschlossenen Staatsgesetze:

«Tant que les sujets ne sont soumis qu’à de telles conventions, ils n’obéissent à personne, mais seulement à leur propre volonté […]»

„Solange die Untertanen nur den in solcher Übereinkunft angenommenen Gesetzen unterworfen sind, gehorchen sie niemand als ihrem eigenen Willen […]“

Ungehorsam gegen diese in Freiheit gewählten Gesetze müsse strafrechtliche Konsequenzen haben.

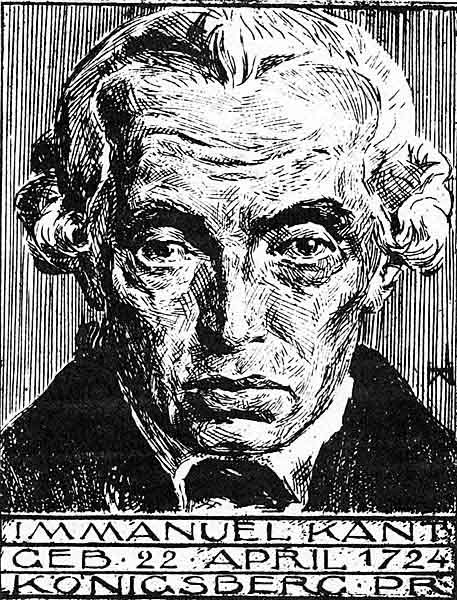
In der Genese des westlichen Denkens über den Gehorsam spielte Immanuel Kant eine Schlüsselrolle.

Wie Rousseau, so verwendet auch Immanuel Kant (1724–1804) in seinem politikphilosophischen Hauptwerk Die Metaphysik der Sitten (1797) den Gehorsamsbegriff vor allem in Bezug auf die Pflicht der Mitglieder eines Staatswesens, den Gesetzen zu gehorchen, die sie sich selbst gegeben haben. Den Gehorsam gegenüber Instanzen, die nicht das Gesetz sind, hat Kant erwachsenen Personen etwa dann zugestanden, „wenn ein[em] Offizier […] von seinen Oberen etwas anbefohlen wird“ oder wenn ein Geistlicher, der unter dieser Bedingung angenommen wurde, den Vorgaben seiner Kirche entsprechend lehrt und predigt. Für den Fall, dass keine solche spezielle Verpflichtung bestehe, hat er Gehorsam jedoch als Ausdruck selbstverschuldeter Unmündigkeit eingestuft:

„Faulheit und Feigheit sind die Ursachen, warum ein so großer Teil der Menschen, nachdem sie die Natur längst von fremder Leitung freigesprochen (naturaliter maiorennes), dennoch gerne zeitlebens unmündig bleiben; und warum es anderen so leicht wird, sich zu deren Vormündern aufzuwerfen. Es ist so bequem, unmündig zu sein.“

Darüber hinaus erwähnt Kant den Gehorsam in der Metaphysik der Sitten unter anderem im Abschnitt über das Eherecht. Da das zeitgenössische Gesetz postuliert, dass der Ehemann der befehlende, die Ehefrau dagegen der gehorchende Teil sein solle, stellt sich ihm die Frage, ob hier ein Widerspruch zur „natürlichen Gleichheit eines Menschenpaares“ bestehe (was Kant verneint, da der Mann der Frau natürlich überlegen sei). Komplexer stellt sich Kant die Gehorsamspflicht des Gesindes bzw. der Sklaven gegenüber dem Hausherrn dar. Da der Mensch frei geboren sei und diese Freiheit, solange er kein Verbrechen begeht, grundsätzlich auch behalte, könne er auf seine Freiheit nur dadurch zum Vorteile eines anderen verzichten, dass er mit diesem einen entsprechenden Vertrag eingeht. Der vereinbarte Freiheitsverzicht könne jedoch niemals ein unbegrenzter oder unkündbarer sein, denn durch den Verlust seiner gesamten Freiheit würde der Verzichtende aufhören, eine Person zu sein, wodurch paradoxerweise seine Pflicht, den Vertrag einzuhalten, entfiele. Dasselbe Paradoxon besteht nach Kant auch dann, wenn ein ganzes Volk zugunsten eines Herrschers auf seine Freiheit verzichtet.
Das Wort „Unterwürfigkeit“, das bis dahin noch bedeutungsgleich zu „Gehorsam“ gebraucht worden war, näherte sich im frühen 19. Jahrhundert in seiner Bedeutung der des lateinischen Wortes obnoxius (schuldig, unterworfen, knechtisch, demütig) an.

#### Pädagogik der Aufklärung
In der Pädagogik der Aufklärung, die aus der Kritik am Absolutismus geboren war und ihre theoretischen Grundlagen im liberalen Naturrecht hatte, erhielt der Begriff des Gehorsams eine Wendung ins Weltliche. An die Stelle der Erziehung zum Christentum trat hier die Erziehung zur Vernunft, womit der Gehorsam gegen Gott tendenziell in den Hintergrund trat.

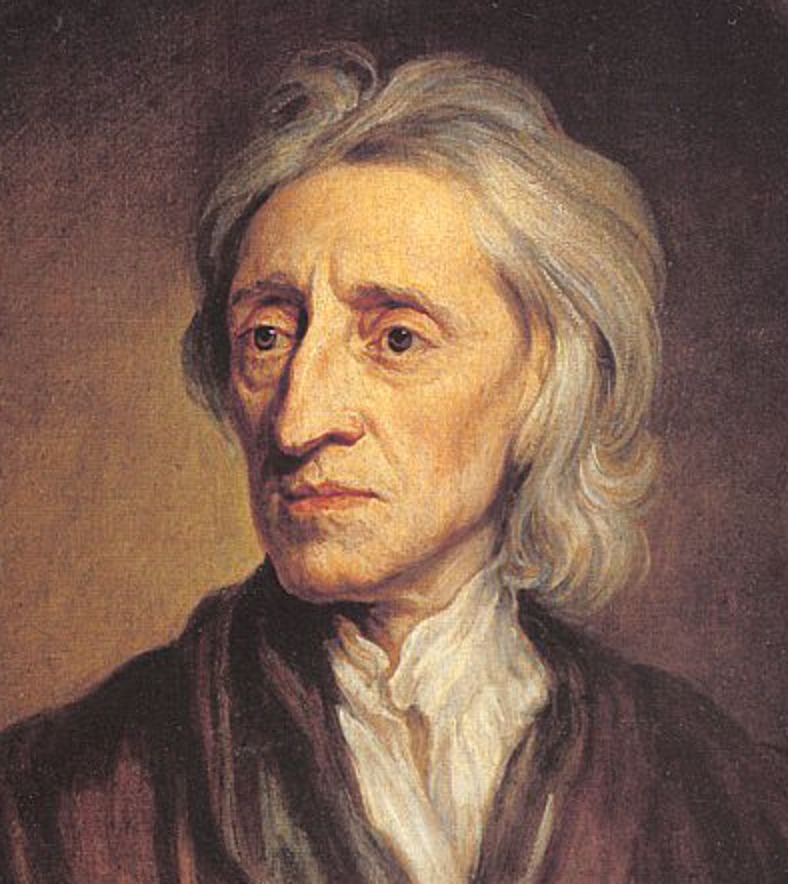
John Locke nahm 1689 eine genaue Unterscheidung zwischen elterlicher und staatlicher Autorität vor.

John Locke hat in seiner zweiten Abhandlung über die Regierung (1689) als einer der ersten Vertreter der Aufklärung explizit herausgearbeitet, was die elterliche Autorität von der politischen Autorität unterscheide. Kinder seien, so schrieb er, für die Freiheit, aber nicht in Freiheit geboren; da sie aufgrund ihrer natürlichen Schwäche (weakness) und ihres unvollkommenen Zustandes (imperfect state; gemeint ist hier Unvollkommenheit des Wissens und Verstehens) in der ersten Zeit ihres Lebens nicht für sich allein bestimmen können, sei es die Pflicht ihrer Eltern, ihre Handlungen zu lenken. Die Macht über das Kind, die den Eltern aus dieser Pflicht erwachse, werde, wie Locke ausdrücklich bemerkt, von den Grenzen des Gesetzes eingeschränkt; die von Gott gegebenen Neigungen der Zärtlichkeit und Fürsorge stellten weiter sicher, dass diese Macht gezügelt und zum Wohle des Kindes angewandt werde. In seinem pädagogischen Hauptwerk Some Thoughts Concerning Education (1693) sprach Locke von Gehorsam insbesondere im Zusammenhang der Erziehung des Verstandes, welcher der Disziplin und der Vernunft gehorsam gemacht werden müsse. Diese Erziehung müsse jedoch bereits früh einsetzen, und ohne Zuneigung, Bewunderung und Respekt des Kindes gegenüber seinem Erzieher seien Gehorsam und Pflichttreue von ihm nicht zu erwarten. Obwohl Locke Körperstrafen nicht grundsätzlich ablehnte und in manchen Situationen sogar für unverzichtbar hielt, riet er davon ab, sie routinemäßig anzuwenden; denn er war überzeugt, dass die Angst davor beim Kind einen nur geheuchelten und damit wertlosen Gehorsam erzeuge.
Der französische Aufklärungsphilosoph Denis Diderot (1713–1784) konstatiert in seinem 1751 verfassten Encyclopédie-Artikel Autorité politique, dass die väterliche Autorität (la puissance paternelle) die einzige von der Natur gegebene Autorität sei, während jede andere entweder durch Gewalt oder durch vertragliche Vereinbarung zustande komme. Dies impliziert erstens, dass die erzieherische Autorität ihre Legitimität nicht durch die Zustimmung des Kindes erhält, und zweitens, dass sie – zumindest im Naturzustande – damit endet, dass das Kind sich als Heranwachsender selbst führen kann.
Rousseau schlug in der Jungenerziehung eine radikale Vernunfterziehung ohne konventionelle Zwangsmaßnahmen vor. In seinem pädagogischen Hauptwerk, dem etwa zeitgleich mit seiner Schrift Vom Gesellschaftsvertrag entstandenen Roman Émile oder Über die Erziehung (1762), sah er das (männliche) Kind nicht als einen Befehlsempfänger:

«J’ai déjà dit que votre enfant ne doit rien obtenir parce qu’il le demande, mais parce qu’il en a besoin, ni rien faire par obéissance, mais seulement par nécessité. Ainsi les mots d’obéir & de commander seront proscrits de son dictionnaire, encore plus ceux de devoir & d’obligation ; mais ceux de force, de nécessite d’impuissance & de contrainte y doivent tenir une grande place.»

„Ich habe bereits ausdrücklich gesagt, daß euer Kind nie deshalb etwas erhalten darf, weil es dasselbe verlangt, sondern nur, weil es dessen bedarf, ferner daß es nichts bloß aus Gehorsam tun soll, sondern weil es die Notwendigkeit erheischt. Deshalb müssen die Wörter gehorchen und befehlen und noch mehr die Ausdrücke Pflicht und Schuldigkeit aus seinem Wörterbuch gestrichen werden; dagegen muß den Wörtern Kraft, Notwendigkeit, Ohnmacht und Beschränkung darin ein großer Platz eingeräumt werden.“

Statt zu gehorchen, solle das Kind Notwendigkeiten erkennen: „Verlangt man von ihm Gehorsam, obwohl es den Nutzen dessen, was man ihm befiehlt, nicht einzusehen vermag, so schreibt es die ihm erteilten Befehle der Laune, der Absicht, es zu quälen, zu, und wird sich nur widerwillig fügen.“ Allerdings war es weder eine „antiautoritäre Erziehung“, für die Rousseau warb, noch trat er im Émile für eine wie auch immer geartete Entwicklungsautonomie des Kindes ein. Voraussetzung der Vernunfterziehung, die ihm vorschwebte, war vielmehr ein konsequentes Gängeln des Kindes, das nur nicht merken sollte, das es gehorchte. Das Kind sei, so schrieb Rousseau, „anderen nur infolge seiner Bedürfnisse unterworfen und weil sie eine bessere Einsicht von dem besitzen, was ihm dienlich oder schädlich, was für seine Erhaltung zuträglich oder nachteilig ist“; es müsse seine Schwäche fühlen und nicht etwa darunter leiden. Das Kind solle, wenn es in die Hände des Erziehers gegeben wird, der als einziger über das Kind gebieten dürfe, weder dessen Verhalten als Ausübung eines Befehlsrechts noch sein eigenes Verhalten als Akt des Gehorsams empfinden. Offen zutage tritt Rousseaus Absage an die kindliche Entwicklungsautonomie in seinen Bemerkungen zur Erziehung der Mädchen, die als künftige Gattinnen ihren Ehemännern ja Gehorsam (obéissance) und Treue (fidélité) schulden:

«La gêne même où elle la tient, bien dirigée, loin d’affaiblir cet attachement, ne fera que l’augmenter, parce que la dépendance étant un état naturel aux femmes, les filles se sentent faites pour obéir. […] Que les filles soient toujours soumises, mais que les mères ne soient pas toujours inexorables.»

„Selbst der verständige Zwang, in welchem die Tochter notwendig gehalten werden muß, wird diese Zuneigung nicht schwächen, sondern nur erhöhen, denn Abhängigkeit ist ein den Frauen natürlicher Zustand, und schon die Mädchen fühlen, daß sie zum Gehorchen geboren sind. […] Die Töchter sollen also immer gehorsam, die Mütter jedoch auch nicht immer unerbittlich sein.“

Kant dagegen hielt offen am Konzept des Gehorsams fest, weil er davon überzeugt war, dass ohne Gehorsam ein Lernen und eine Teilhabe am Gemeinwesen nicht möglich seien:

„Zum Charakter eines Kindes, besonders eines Schülers, gehört vor allen Dingen Gehorsam. Dieser ist zweyfach, erstens: ein Gehorsam gegen den absoluten, dann zweytens aber auch gegen den für vernünftig und gut erkannten Willen eines Führers. Der Gehorsam kann abgeleitet werden, aus dem Zwange, und dann ist er absolut, oder aus dem Zutrauen, und dann ist er von der andern Art. Dieser freywillige Gehorsam ist sehr wichtig; jener aber auch äußerst nothwendig, indem er das Kind zur Erfüllung solcher Gesetze vorbereitet, die es künftighin, als Bürger erfüllen muß, wenn sie ihm auch gleich nicht gefallen.“

Als einer der ersten Theoretiker der Erziehung dachte Kant über die Frage nach:

„Eines der größten Probleme der Erziehung ist, wie man die Unterwerfung unter den gesetzlichen Zwang mit der Fähigkeit, sich seiner Freiheit zu bedienen, vereinigen könne. Denn Zwang ist nötig! Wie kultiviere ich die Freiheit bei dem Zwange?“

Kant unterscheidet zwischen dem Gehorsam des Kindes und dem des Jünglings. Gegenstand des ersteren ist die Befolgung von Regeln; bei Verstößen wird bestraft (wobei die Bestrafung idealerweise die Vernunft des Kindes stimuliert und zum Wachsen bringt); generell sei dem Kind jedoch möglichst viel Freiheit zu lassen. Beim Jüngling besteht der Gehorsam „in der Unterwerfung unter die Regeln der Pflicht. Aus Pflicht etwas thun, heißt: der Vernunft gehorchen.“

### 19. Jahrhundert

#### Die Französische Revolution und die Folgen
Artikel 213 des im Jahre 1804 von Napoleon Bonaparte in Frankreich eingeführten Code civil sah eine Gehorsamspflicht der Ehefrau vor. In Artikel 75, in dem die Formalitäten der Trauung geregelt waren, war festgelegt, dass der Standesbeamte diesen und andere Artikel, in denen die Rechte und Pflichten der Eheleute beschrieben waren, vor dem Brautpaar und ihren Trauzeugen verlas. Diese Bestimmungen, die erst 1938 abgeschafft wurden, waren insofern ein Anachronismus, als zu diesem Zeitpunkt fast überall sonst in Europa das Eheschließungsrecht formal keinen Unterschied zwischen den Geschlechtern mehr machte. Wie der Jurist Arne Duncker aufgewiesen hat, war diese Ungleichbehandlung der Geschlechter eine direkte Folge des persönlichen Einflusses, den Napoleon im von ihm selbst gegründeten Staatsrat hatte.

#### Deutscher Idealismus, Deutsche Klassik
Johann Gottlieb Fichte (1762–1814), der neben Schelling und Hegel ein Hauptvertreter des Deutschen Idealismus war, setzte Kants kategorischem Imperativ das Gebot entgegen, dass der Mensch vielmehr nach seinem Gewissen handeln solle; das Gewissen bildet damit den Ausgangspunkt seiner gesamten Ethik. In seinem ethischen Hauptwerk System der Sittenlehre schrieb Fichte 1798, dass das Gewissen sich „absolut nicht durch Autorität leiten lassen“ könne, und zog daraus den Schluss: „Wer auf Autorität hin handelt, handelt sonach nothwendig gewissenlos […]“.
Eines der bedeutendsten Textkunstwerke zum Thema des Gehorsams ist Heinrich von Kleists 1809/1810 geschriebenes Drama Der Prinz von Homburg. Der Prinz, General der Brandenburgischen Reiterei in der Zeit des Nordischen Krieges, ist während der Vorbesprechung für die Schlacht bei Fehrbellin abgelenkt und bekommt darum nicht mit, dass er den Feind nicht ohne ausdrückliche Order angreifen soll. Seine unwissentliche Befehlsverweigerung, d. h. sein eigenmächtiger Angriffsbefehl, führt am nächsten Tag zu einem klaren Sieg der Brandenburger. Der Kurfürst lässt ihn wegen Befehlsverweigerung dennoch zum Tode verurteilen. Kleists Leistung liegt hier unter anderem darin, dass er die komplexen Machtverhältnisse zwischen dem Oberkommandierenden und seinem General bis in ihre feinsten Verästelungen ausgelotet hat.

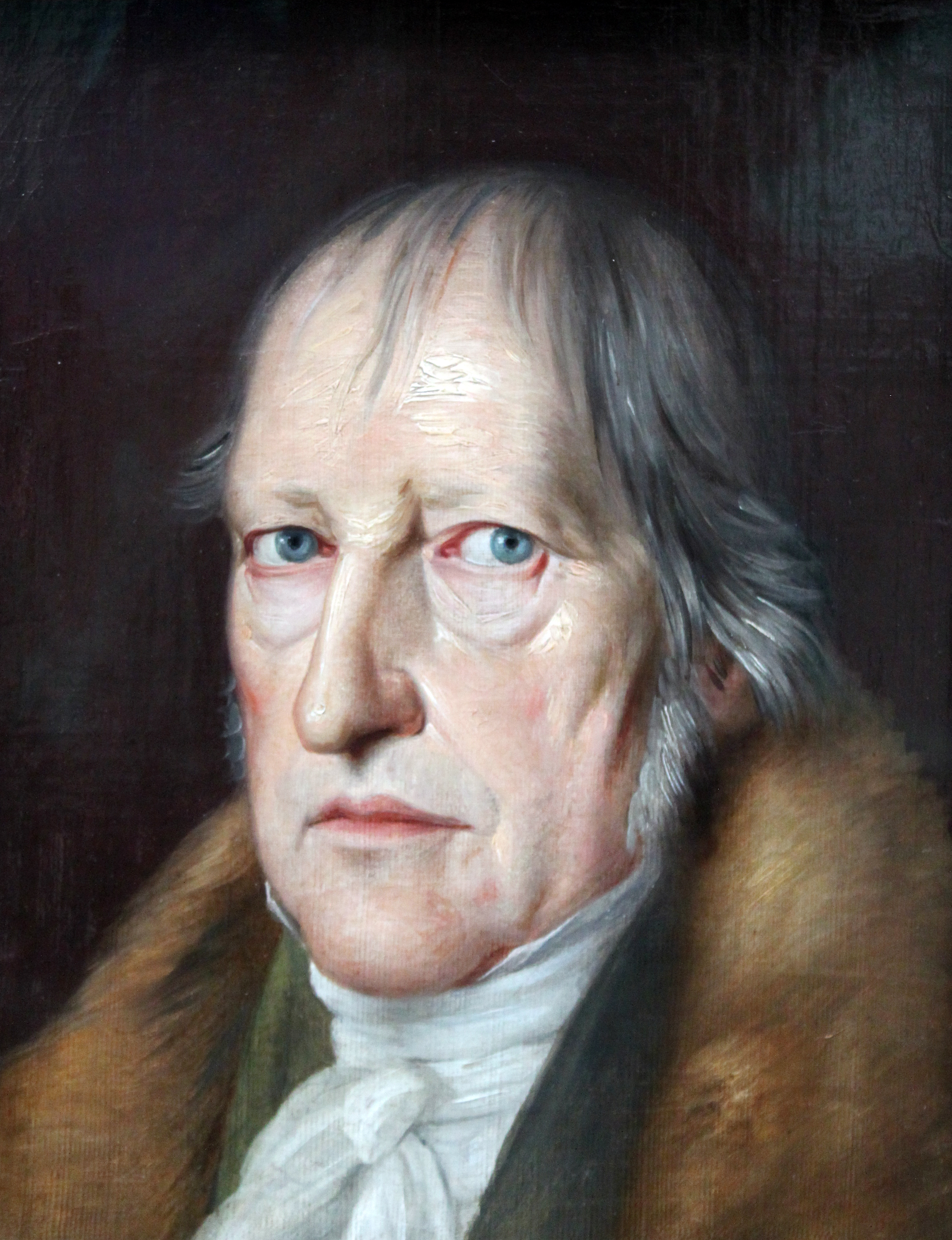
Wichtige Beiträge zur Theorie des Gehorsams hat G. W. F. Hegel geliefert.

Georg Wilhelm Friedrich Hegel (1770–1831) beschäftigt sich mit dem Gehorsam u. a. in seinen Vorlesungen über die Geschichte der Philosophie (1822–1831/1837). Er beschreibt darin u. a., wie der Staat (einschließlich der Gehorsamspflicht der Individuen gegen ihren Fürsten) aus der Religion hervorgegangen sei. Hegel fordert einen Gehorsam, der „auf das Sittliche und Vernünftige gerichtet sei“, einen Gehorsam vor den Gesetzen, die als die richtigen erkannt wurden. Weil der mittelalterlichen Kirche jedoch gerade der blinde und unbedingte Gehorsam, „der nicht weiß, was er tut“ als „der Gott wohlgefälligste“ galt, hat er dieser vorgeworfen, der Unsittlichkeit Vorschub zu leisten:

„Da die Menschen durch die Kirche der ewigen Seligkeit gewiß sind und dazu ihr nur geistig gehorsam zu sein brauchen, so wird andrerseits ihre Sucht nach weltlichem Genuß um so größer, je weniger daraus für das geistige Heil irgendein Schaden entsteht; denn für alle Willkür, allen Frevel, alle Laster erteilt die Kirche Ablaß, wenn er verlangt wird.“

Durch die Reformation sei der blinde Gehorsam, so schreibt Hegel, aufgehoben und „der Gehorsam gegen die Staatsgesetze als die Vernunft des Wollens und des Tuns zum Prinzip gemacht“ worden. Der Mensch sei seither seinem Gewissen unterstellt und „daher frei zu gehorchen“. Anders als später etwa Nietzsche, der sowohl der Religion als auch dem Idealismus kritisch gegenüberstand, sah Hegel Rechtssicherheit „allein in der protestantischen Religion“.
Als Pädagoge war Hegel überzeugt, dass zwischen Selbst- und Fremdbestimmung insofern gar kein grundsätzlicher Widerspruch bestehe, als Autonomie sich ohne Fremdbestimmung gar nicht herausbilden könne:

„Da aber der Knabe noch auf dem Standpunkt der Unmittelbarkeit steht, erscheint ihm das Höhere, zu welchem er sich erheben soll, nicht in der Form der Allgemeinheit oder der Sache, sondern in der Gestalt eines Gegebenen, eines Einzelnen, einer Autorität. Es ist dieser und jener Mann, welcher das Ideal bildet, das der Knabe zu erkennen und nachzuahmen strebt; nur in dieser konkreten Weise schaut auf diesem Standpunkt das Kind sein eigenes Wesen an. Was der Knabe lernen soll, muß ihm daher auf- und mit Autorität gegeben werden; er hat das Gefühl, daß dies Gegebene gegen ihn ein Höheres ist.“

Anders als Kant hatte Hegel keinen Zweifel, dass nicht nur Jünglinge, sondern auch Knaben bereits in der Lage sind, sittliche Begriffe zu verstehen, wenn diese nur „nach Maaßgabe ihres Alters“ gelehrt werden. Dabei begrüßte er Tendenzen zu einer Liberalisierung der erzieherischen Disziplin, die er in Schule und Elternhäusern beobachtete:

„Die Begriffe, was unter Zucht, und Schulzucht insbesondere, zu verstehen sei, haben sich im Fortgange der Bildung sehr geändert. Da die Erziehung immer mehr aus dem richtigen Gesichtspunkte betrachtet worden ist, daß sie wesentlich mehr Unterstützung als Niederdrückung des erwachenden Selbstgefühls, eine Bildung zur Selbstständigkeit sein müsse; so hat sich in den Familien eben so sehr, als in den Erziehungsanstalten, die Manier immer mehr verloren, in Allem, was es sei, der Jugend das Gefühl der Unterwürfigkeit und der Unfreiheit zu geben, auch in dem, was gleichgültig ist, sie einer anderen, als ihrer eigenen Willkür gehorchen zu machen, leeren Gehorsam um des Gehorsams willen zu fordern, und durch Härte zu erreichen, wozu bloß das Gefühl der Liebe, der Achtung und des Ernstes der Sache gehört.“

#### Pädagogik des 19. Jahrhunderts, einschließlich Philanthropismus, Herbartianismus und Reformpädagogik
Johann Bernhard Basedow (1724–1790), der bedeutendste Vertreter des Philanthropismus, erwähnt den Gehorsam in seinem pädagogischen Elementarwerk (1774) beiläufig als etwas Erstrebenswertes, leistet an dieser Stelle aber keine theoretische Begründung dafür.
Der Schweizer Johann Heinrich Pestalozzi (1746–1827), ein Philanthrop und Vorbereiter der Reformpädagogik, beschäftigte sich mit dem Gehorsam in den letzten beiden Kapiteln seines pädagogischen Hauptwerks Wie Gertrud ihre Kinder lehrt (1801). Er vertrat darin die Position, dass Kinder, um Gottesgehorsam lernen zu können, erst die Erfahrung machen müssen, Menschen zu lieben, ihnen zu trauen, ihnen zu danken und zu gehorchen. Die Mutter lehre das Kind im Verein mit ihrer Liebe und Obsorge zunächst Geduld, aus der dem Kinde dann die Regungen des Gewissens, der Gehorsam, die Erkenntnis der Pflicht und des Rechts und schließlich auch der Glaube an Gott erwachse:

„Mutter! Mutter! du zeigtest mir Gott in deinen Befehlen, und ich fand ihn in meinem Gehorsam.“

In Anlehnung an Pestalozzi, mit dem er sich teils kritisch, teils beipflichtend auseinandergesetzt hat, wertet Friedrich Fröbel (1782–1852) den Ungehorsam in seinem 1826 erschienenen pädagogischen Hauptwerk Die Menschenerziehung als Untugend, wobei der kindliche Gehorsam jedoch eher Gott als den Menschen gelten soll.

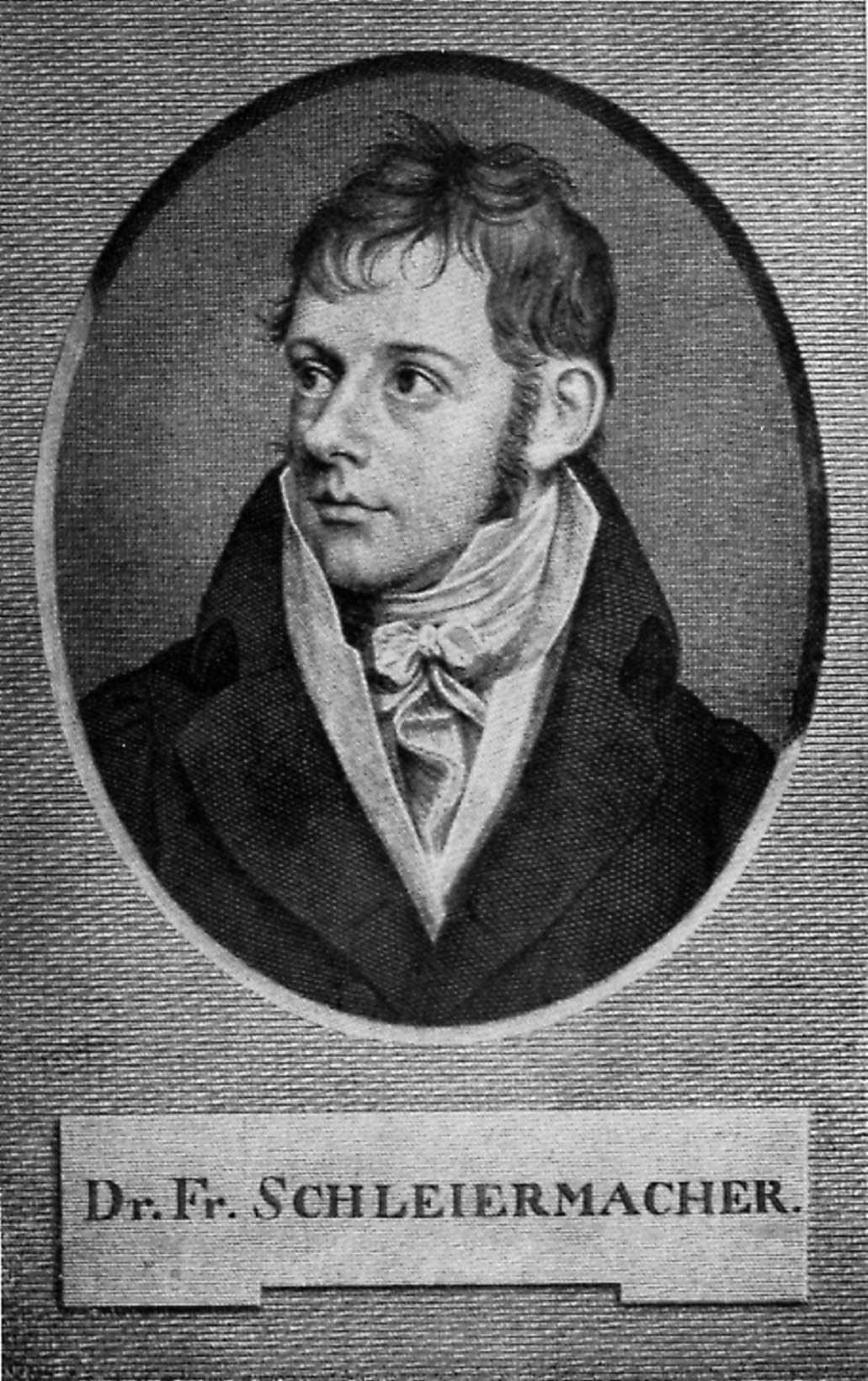
Friedrich Schleiermacher nahm eine genaue theoretische Bestimmung der Funktion von Autorität in der schulischen Erziehung vor.

Ebenfalls 1826 nahm der evangelische Theologe, Philosoph und Begründer der modernen Hermeneutik Friedrich Schleiermacher (1768–1834) in einer Vorlesung zur „Erziehungslehre“ eine genaue theoretische Bestimmung der schulischen Erziehungsautorität vor. Außer der Verantwortung für den eigentlichen Unterricht sieht Schleiermacher auf Seiten der Schule „die Verpflichtung, dasjenige auf dem Gebiete der Gesinnung zu entwickeln, was sich unmittelbar auf das öffentliche Leben in seinem relativen Gegensatz zu dem Familienleben bezieht“. Als dasjenige Element, an dem die Gesinnung des Kindes geschult werden soll, hat Schleiermacher das Gesetz im Sinn, dessen Repräsentant im Klassenzimmer der Lehrer sei. Damit das Kind von dem „gesetzlichen Zustande“ profitieren könne und ihn nicht als Belastung empfinde, empfiehlt er, die „[s]trenge Regelmäßigkeit“ der Schule „mit einer gewissen Milde der Handhabung“ zu verbinden. Ziel der in der Schule initiierten „praktischen Subsumtion des einzelnen unter das Allgemeine“ ist die Herausbildung des „Gemeingefühls“:

„Am Anfang ist die Autorität alles und das Gemeingefühl Null, am Ende ist das Gemeingefühl Alles und die Autorität Null. Somit ist der Verlauf der Erziehung ein allmähliches Abnehmen der Autorität und ein allmähliches Zunehmen des Gemeingefühls.“

Der Pfarrer und Pädagoge Friedrich Wilhelm Ernst Mende (1805–1886) hielt dem Philanthropismus und der frühen Reformpädagogik in seinem 1840 erschienenen Buch Der Gehorsam in der Erziehung entgegen, dass die Erfahrung des Gottgehorsams für Kinder, damit sie zu freien Menschen heranreifen können, unverzichtbar sei. Das Buch enthält, anders als die Texte der meisten Reformpädagogen, eine umfangreiche Theorie des Gehorsams. Mende begreift den Gehorsam nicht als ein Handeln, sondern als eine Fertigkeit und betont, dass er – um zum inneren, dann geistigen und schließlich freien Gehorsam zu werden – wie jede andere Fertigkeit auch eingeübt werden müsse. Er widerspricht Rousseau, der jedes Gehorchen mit Einsicht verknüpfen will, und will im Kinde vielmehr durch Erfahrung erprobtes Vertrauen erwecken, dass die Autorität des Erziehers ihm nützlich ist.
Das Verdienst von Johann Friedrich Herbart (1776–1841), dem Begründer des Herbartianismus, liegt unter anderem darin, dass er die Pädagogik als Wissenschaft begründet und zum universitären Lehrfach gemacht hat. Vieles von dem, was Herbart zur Pädagogik geschrieben hat, lässt sich als kritische Stellungnahme zu den Erziehungsnormen verstehen, die im 19. Jahrhundert im staatlichen Schulsystem Preußens angewandt wurden und deren „Ähnlichkeit mit despotischen Maßregeln“ Herbart zutiefst abstieß. Eine autoritäre Erziehung, die auf Befehle und auf Furcht vor Strafe setzt, hielt er nicht nur insofern für wenig hilfreich, als sie den „gutwilligen Gehorsam“ zunichtezumachen drohe, sondern er war auch überzeugt, dass sie der Entwicklung des jungen Menschen generell im Wege stehe. In seinem Umriss pädagogischer Vorlesungen (1841) unterscheidet er beim Schüler zwischen einem Gehorsam, „welcher dem Erzieher persönlich, sei es aus Furcht oder aus Anhänglichkeit, geleistet wird“, und einem höheren Gehorsam, der aus sittlicher Einsicht erfolge; am Anfang der Erziehung müsse der erstere stehen, damit der letztere sich daraus entwickeln könne. Der preußischen Schuldiziplin, in der Gehorsam um seiner selbst willen gepflegt wurde, stellte Herbart die Forderung nach Moralitätserziehung, Schulung des Denkens und Wissensvermittlung entgegen.

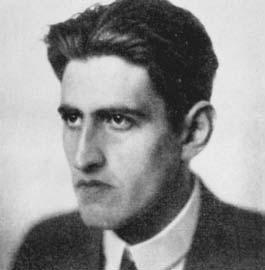
Siegfried Bernfeld ist einer der wenigen Reformpädagogen, die über Gehorsam auf hohem theoretischen Niveau nachgedacht haben.

Zu den wenigen Vertretern der Reformpädagogik, die über den Gehorsam explizit theoretisierten, zählt Siegfried Bernfeld (1892–1953), der als Psychoanalytiker auch der ersten Generation der Freudomarxisten angehörte. In seinem 1928 publizieren Aufsatz Die Formen der Disziplin in Erziehungsanstalten analysiert er Formen der Herrschaft in Schulen, Internaten und anderen Erziehungseinrichtungen und plädiert für die demokratische Option:

„Die demokratische Disziplin hingegen bietet die Chance, daß der Zögling als Erwachsener die komplizierten Bedingungen der heutigen Gesellschaft – in der er nun heute zu leben hat – überschauen kann, und eine Neigung gewonnen hat, Konflikte durch Ausgleich (Kompromiß) zu lösen, zwischen legal und traditional geregelten, zwischen rationalen und irrationalen Gebieten zu unterscheiden, Bürokratie zu begreifen und zu kontrollieren.“

Bernfeld leistet in diesem Text genaue Begriffsbestimmungen für den Gehorsam in der Familie, im Militär und in der Demokratie. So gehorche das Kind in der Familie Verhaltensanweisungen, die auf den persönlichen Wünschen der Erwachsenen basieren, sehr heterogen motiviert seien und mehrheitlich nicht durch Gebote oder Verbote bekannt gemacht werden, sodass es Kind die zugrundeliegenden Regeln „durch verallgemeinernde Empirie“ finden müsse. Alle disziplinären Prozesse seien in der Familie stark „mit affektiven Momenten“ durchdrungen, beispielsweise insofern, als elterliche Autoritätsansprüche oft gleichzeitig Liebesansprüche sind. „Die Folgsamkeit des Kindes ist in erster Linie dadurch bedingt, dass es 1. affektiv abhängig ist von Beifalls- (Liebe) und Mißfallensäußerungen (Lieblosigkeit) der Autoritätspersonen. Dieses Motiv wird unterstützt 2. durch Einsicht a) als Verständnis des Verlangten, b) als Zustimmung zu dem Verlangten als ‚berechtigt‘; 3. durch seine physische Abhängigkeit (schmerzhafte Strafen, physische Nachteile bei Sorglosigkeit, Uninteressiertheit der Autoritätspersonen).“
Den militärischen Gehorsam beschreibt Bernfeld als unbedingtes, genaues und promptes Befolgen „von präzisierten Befehlen von Vorgesetzten“, wobei für jeden Spezial- und Sonderfall eine eindeutige Verhaltensregel gegeben sei, die jedem Soldaten durch eigene Befehle (Reglements) bekannt sei. „Die Folgsamkeit der Soldaten ist gewährleistet durch 1. und letzten Endes physische Einschränkungen, Leiden, schließlich Gefährdung des Lebens; 2. wird sie gesichert und erleichtert durch a) Folgsamkeitsprämien, die physische und psychische Genußchancen, Erleichterungen enthalten; b) durch mannigfaltige affektive Momente, die teils ideologisch (als Patriotismus, Standesbewußtsein z. B.), teils erotisch (Kameradschafts-, Führerliebe) erlebt werden (und libidotheoretisch als befriedigende Verwertung zielabgelenkter, sublimierter Libido zu verstehen sind).“
Die demokratische Disziplin, so schreibt Bernfeld schließlich, verlange vom Bürger sowohl Wohlverhalten (Anstand, „Fügsamkeit gegenüber Konventionen, Traditionen, Ideologien“) als auch Gehorsam (Legalität, „Fügsamkeit gegenüber Gesetzen und Behörden“). „Die Folgsamkeit des Bürgers ist durch rationale Motive (Vermeidung gesetzlicher Beeinträchtigungen) und durch irrationale (Abhängigkeit von der öffentlichen Meinung) gerantiert.“ Bernfelds besonderes Verdienst als Theoretiker des Gehorsams liegt darin, dass er aufgewiesen hat, wie Kinder und Jugendliche, weil sie sich in der Entwicklung befinden, auf eine Disziplin angewiesen sind, die dynamisch ist und sich dem Stand ihrer jeweiligen Reife anpasst – was bei der demokratischen Disziplin am ehesten gegeben sei.
In den Schriften der meisten Reformpädagogen kommt der Gehorsamsbegriff jedoch kaum vor. So schrieb etwa Maria Montessori (1870–1952) 1934 – nur äußerst beiläufig – einmal: „[…] Gehorsam bedeutet Zustimmung, bedeutet die Möglichkeit, dem Willen eines anderen folgen zu können“, wobei sie implizierte, dass bei seelisch gesunden Kindern diese Möglichkeit ganz natürlich vorliegt.
Der Begründer der Jenaplan-Reformpädagogik Peter Petersen (1884–1952) veröffentlichte 1937 sein Bekenntnis zu einer von Rousseau inspirierten Erziehung, bei welcher der Erzieher unsichtbar alle Fäden in der Hand hält, während die Schüler im Glauben gehalten werden, selbstbestimmt zu lernen. Bereits 1931 hatte er geschrieben: „Ich darf nicht das Gefühl haben, dass mir Gewalt angetan wird, gegen die ich gar anknirschen möchte.“

#### Philosophie des 19. Jahrhunderts
Der amerikanische Philosoph Henry David Thoreau (1817–1862), der in seinem 1849 publizierten Essay Über die Pflicht zum Ungehorsam gegen den Staat den Begriff des zivilen Ungehorsams (engl. civil disobedience) prägte und hier auch den ersten bedeutenden theoretischen Text zu diesem Thema vorlegte, war anders als die Philosophen der Aufklärung vom Konzept des Staates bereits enttäuscht; denn er sah auch im demokratischen Staat nicht das menschliche Gewissen oder den Sinn für Moral walten, sondern Mehrheiten, deren Entscheidungen offenkundig auch problematisch sein konnten. Dass der amerikanische Staat die Sklaverei anerkannt und einen Eroberungskrieg gegen Mexiko geführt hatte, war für Thoreau Grund genug, die Staatsautorität als solche zu verneinen. Anders als Sokrates wollte er durch Ungehorsam (Gesetzesbrüche, insbesondere Steuerverweigerung) den Staat darum nicht verbessern, sondern auflösen. Thoreau wurde darum später wiederholt als Vordenker des Anarchismus eingestuft.
Friedrich Nietzsche (1844–1900), in dessen Werk das Thema des Machtwillens eine entscheidende Rolle spielt, hat über den Gehorsam unter anderem in Menschliches, Allzumenschliches (1878), in seiner Aphorismensammlung Morgenröte (1881), in Also sprach Zarathustra (1883–1885) und in Jenseits von Gut und Böse (1886) geschrieben. Also sprach Zarathustra umfasst u. a. das Kapitel Von alten und jungen Weiblein, in dem Zarathustra seine Auffassung darlegt, dass es die Bestimmung der Frau sei zu gehorchen; das Kapitel endet mit der notorischen Sentenz „Du gehst zu Frauen? Vergiß die Peitsche nicht!“ Im Kapitel Von der Selbstüberwindung spricht Zarathustra von seiner Einsicht, dass alles Lebendige ein Gehorchendes sei und dass das Leben auf der Wechselwirkung von Befehlen und Gehorchen beruhe, wobei die treibende Kraft – selbst hinter dem Willen zum Gehorsam – der Wille zur Macht sei. Im Kapitel Von alten und neuen Tafeln, einem der zentralen des Buches, erklärt Zarathustra, dass nur wenige zum Befehlen, die meisten aber zum Gehorchen berufen seien.

### 20. Jahrhundert

#### Psychoanalyse

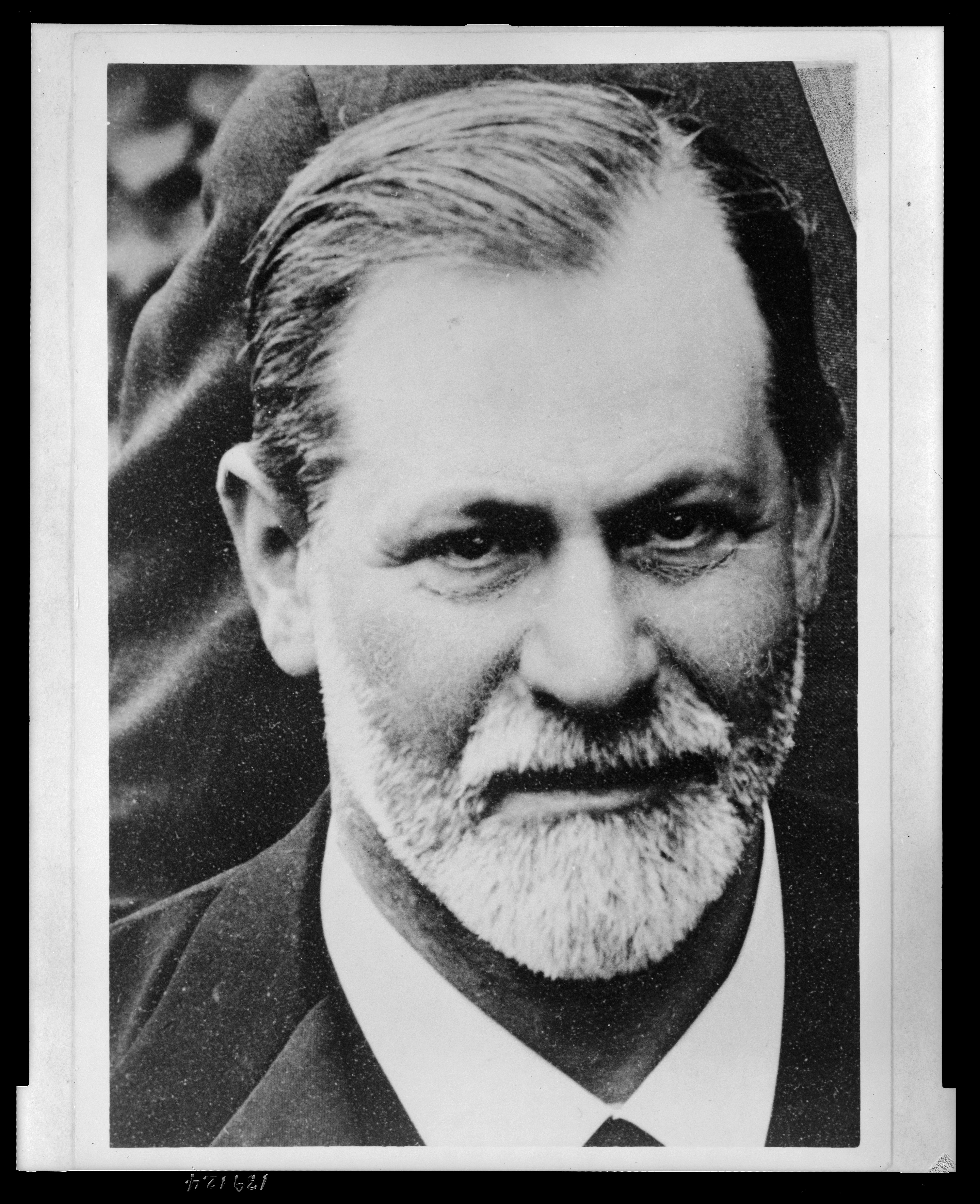
Sigmund Freud hat darauf aufmerksam gemacht, dass Autonomie und Heteronomie kein einfaches Gegensatzpaar bilden.

Die besondere Leistung des Begründers der Psychoanalyse Sigmund Freud (1856–1939) im Hinblick auf die Theorie von Autorität und Gehorsam besteht darin, dass er die bis dahin unangefochtene Entgegensetzung von Selbst- und Fremdbestimmung insofern relativiert hat, als er aufwies, dass Autorität und Zwang vom Menschen verinnerlicht werden können:

„Während des individuellen Lebens findet eine beständige Umsetzung von äußerem Zwange in inneren Zwang statt. […] Man darf endlich annehmen, daß aller innere Zwang, der sich in der Entwicklung des Menschen geltend macht, ursprünglich, d. h. in der Menschheitsgeschichte nur äußerer Zwang war.“

Die neue Gehorsam gebietende Instanz, die er in den philosophischen Diskurs um Autorität eingeführt hat, nannte Freud das „Über-Ich“. Später entwickelte er die These, dass die menschliche Kulturentwicklung maßgeblich durch die Entwicklung von der Fremddisziplin zur Selbstdisziplin bestimmt sei. Der Soziologe Norbert Elias hat diese These anschließend in seinem Hauptwerk, Über den Prozeß der Zivilisation (1939), aufgenommen und fortentwickelt; auf umfangreiches historisches Material gestützt, beschrieb er, wie der „gesellschaftliche Zwang zum Selbstzwang“ die Entwicklung der Zivilisation vorangetrieben hat. Wie die Disziplinierung durch Selbstdisziplinierung ersetzt wurde, hat Michel Foucault 1977 noch detaillierter dargestellt.
Die Fraglichkeit einer einfachen Unterscheidbarkeit von Fremd- und Selbstbestimmung änderte, wie Markus Rieger-Ladich aufgewiesen hat, nichts daran, dass „das emphatische Plädoyer für Mündigkeit“ innerhalb der Pädagogik auch im 21. Jahrhundert weiterhin allgegenwärtig sei. Rieger-Ladich hat auch gezeigt, wie der Mündigkeitsbegriff hier oft ohne inhaltliche Begriffsbestimmung und schlagwortartig verwendet werde. Auf den ebenfalls weithin üblichen rhetorischen Missbrauch eines nicht sauber theoretisch begründeten Autonomiebegriffs hat Ludwig A. Pongratz hingewiesen.

#### Soziologie der Herrschaft
In der Soziologie der Herrschaft ist der Gehorsam ein zentraler Begriff, weil ein Verständnis der Prozesse der Entstehung, der Aufrechterhaltung und des Zerfalls von Herrschaftsverhältnissen voraussetzt, dass die Motive bekannt sind, aus denen heraus den Anweisungen des oder der Herrschenden gehorcht wird. Einen der wichtigsten theoretischen Beiträge hierzu hat Max Weber (1864–1920) geleistet. Weber, der meist den Terminus „Fügsamkeit“ bevorzugt, hat – implizit und über verschiedene seiner Schriften hinweg verstreut – eine Typologie der Gehorsamsmotive geschaffen, die es unter anderem erlaubt, die besondere Stellung des Legitimitätsglaubens zu erklären, wobei er sich keineswegs allein auf die politische Sphäre, sondern explizit auch auf die „hausväterliche“ und die „amtliche“ Durchsetzungsmacht bezieht; seine Überlegungen gelten damit auch für die Autorität von Eltern und von Lehrern öffentlicher Schulen.
Weber unterscheidet insbesondere zwischen normativen und nicht-normativen Gehorsamsmotiven. Der Legitimitätsglaube ist das einzige normative Motiv; Weber versteht darunter „den Glauben, dass bestimmte Akteure normativ berechtigt sind, Befehle zu erteilen und Gehorsam zu fordern, andere Akteure normativ verpflichtet sind, diesen Befehlen Folge zu leisten“. Der Legitimationsglaube spielt in Webers Überlegungen deshalb die zentrale Rolle, weil seiner Überzeugung nach Herrschaft nur dann dauerhaft bestehen kann, wenn ihre Legitimation allgemein akzeptiert wird. Die Einwilligungsmotive in asymmetrische Sozialbeziehungen dürfen möglichst wenig situationsbezogen sein, sondern müssen möglichst hohe Dauerhaftigkeit besitzen. Bei den nicht-normativen Gehorsamsmotiven unterscheidet er affektuelle (z. B. begründet im Charisma des Herrschenden, persönliche Neigung des Beherrschten), traditionale (z. B. blind eingeübte dumpfe Gewöhnung, Sitte), wertrationale (z. B. ideelle) und zweckrationale (z. B. materielle Motive, Interessenkalkül) Motive sowie den Wunsch der Beherrschten, negative Sanktionen zu vermeiden.
Explizitere, aber weniger leistungsfähige Typologisierungen des Gehorsams haben in den 1960er und 1970er Jahren die amerikanischen Soziologen Amitai Etzioni und Talcott Parsons vorgenommen. Etzioni (1929–2023), der für „Gehorsam“ die Bezeichnung compliance bevorzugt, unterscheidet drei zentrale Gehorsamsarten: „coercive“ (erzwungen), „utilitarian“ und „normative compliance“. Parsons (1902–1979) unterscheidet bei der Art der Einflussnahme und folglich auch bei den Einwilligungsmotiven zwischen „inducement“ (Anreiz), „coercion“ (Zwang), „persuasion“ (Überredung) und „activation of commitments“ (Bindung).

#### Nationalsozialismus

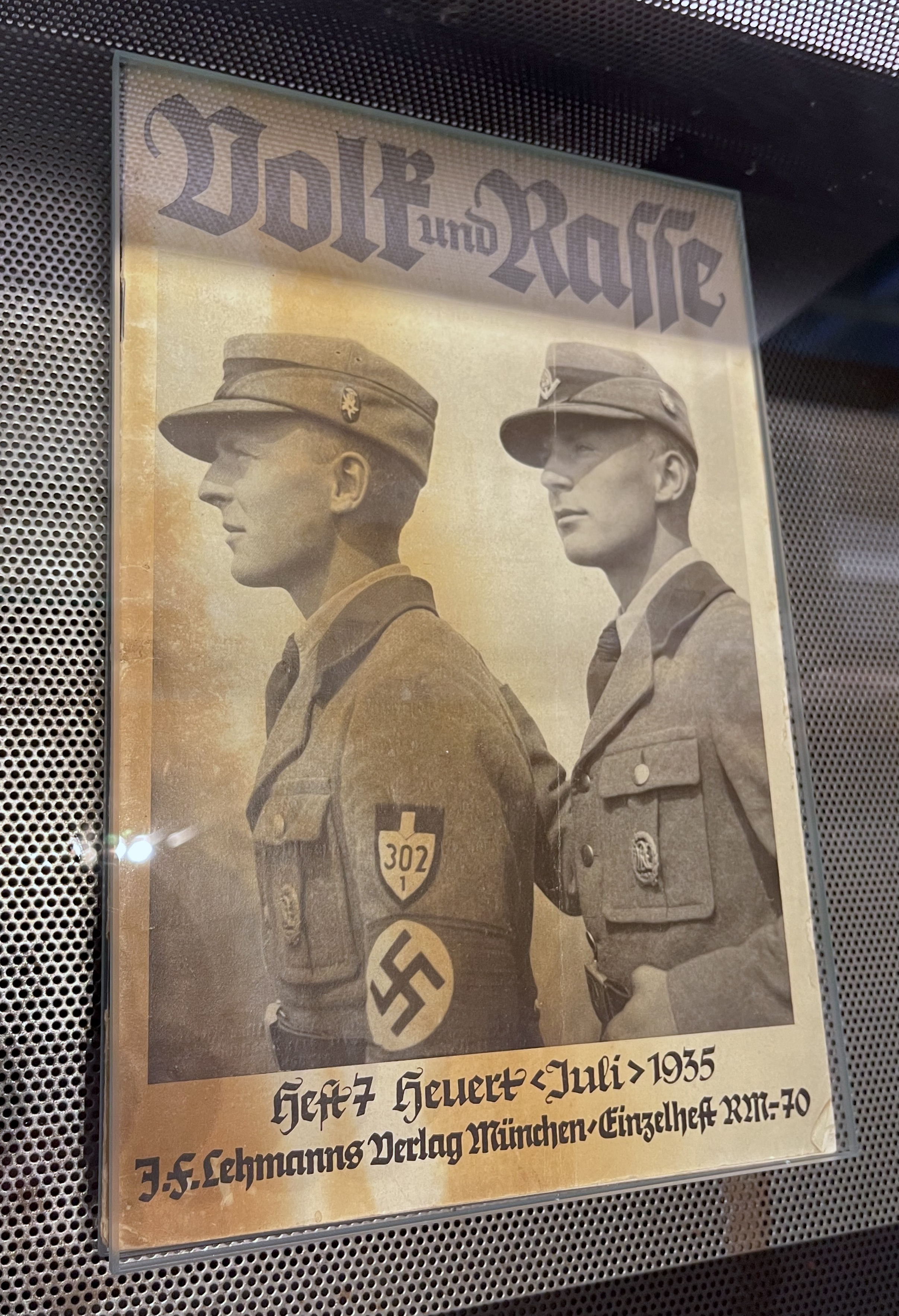
Das historisch Neue am Gehorsamskonzept des Nationalsozialismus war dessen Begründung auf ein rassenideologisches, biologistisches Fundament.

In seiner 1925 veröffentlichten politisch-ideologischen Programmschrift Mein Kampf nennt Adolf Hitler (1889–1945) den Gehorsam unter anderem im Zusammenhang mit dem Schwur, den er und seine Kameraden im Herbst 1914 vor ihrer „Feuertaufe“ in Flandern geleistet hatten: „Treue und Gehorsam bis in den Tod“. Dieser wahren „militärische[n] Disziplin und Unterordnung“ stellt er den „‚freiwilligen‘ Gehorsam[…] – wie man den Saustall unter Kurt Eisner so schön zu bezeichnen pflegte“ gegenüber; als ein Anführer der von Hitler als Katastrophe bewerteten deutschen Novemberrevolution hatte Eisner 1918 „Freistaat Bayern“ ausgerufen. Gehorsam ist für Hitler darum sowohl in der Truppe als auch in der Partei unabdingbar:

„Man begriff nie, daß die Stärke einer politischen Partei keineswegs in einer möglichst großen und selbständigen Geistigkeit der einzelnen Mitglieder liegt, als vielmehr im disziplinierten Gehorsam, mit dem ihre Mitglieder der geisten Führung Gefolgschaft leisten. Das Entscheidende ist die Führung selbst. Wenn zwei Truppenkörper miteinander kämpfen, wird nicht derjenige siegen, bei dem jeder einzelne die höchste strategische Ausbildung erhielt, sondern derjenige, der die überlegenste Führung und zugleich die disziplinierteste, blindgehorsamste, bestgedrillte Truppe hat.“

Da Hitlers Denken ungeachtet seiner militärischen Phraseologie letztlich nicht – wie etwa das Denken im Wilhelminismus – militaristisch, sondern rassenideologisch begründet war, nannte er als diejenige letzte Instanz, der Gehorsam geschuldet werde, die (arische) Volksgemeinschaft. Seinen persönlichen Anspruch auf Führung und Erlösung der Volksgemeinschaft begründete Hitler in Mein Kampf mit einem Erweckungserlebnis im Kontext des Ersten Weltkrieges.

#### Der Freudomarxismus und die Folgen
Dass ein Gehorsam, der gegen anerkannte Normen verstößt, verwerflich sei, war bereits in der Antike anerkannt. In der Moderne entstand die Idee, dass Gehorsam an sich problematisch sei. So hat der austroamerikanische Psychoanalytiker und Soziologe Wilhelm Reich (1897–1957), Begründer und einer der wichtigsten Vertreter des Freudomarxismus, in seinem Buch Massenpsychologie des Faschismus (1933) die Gehorsamsbereitschaft mit der Charakterstruktur des „reaktionären Menschen“ in Verbindung gebracht, eines Persönlichkeitstyps, der für den deutschen Faschismus ganz charakteristisch sei.

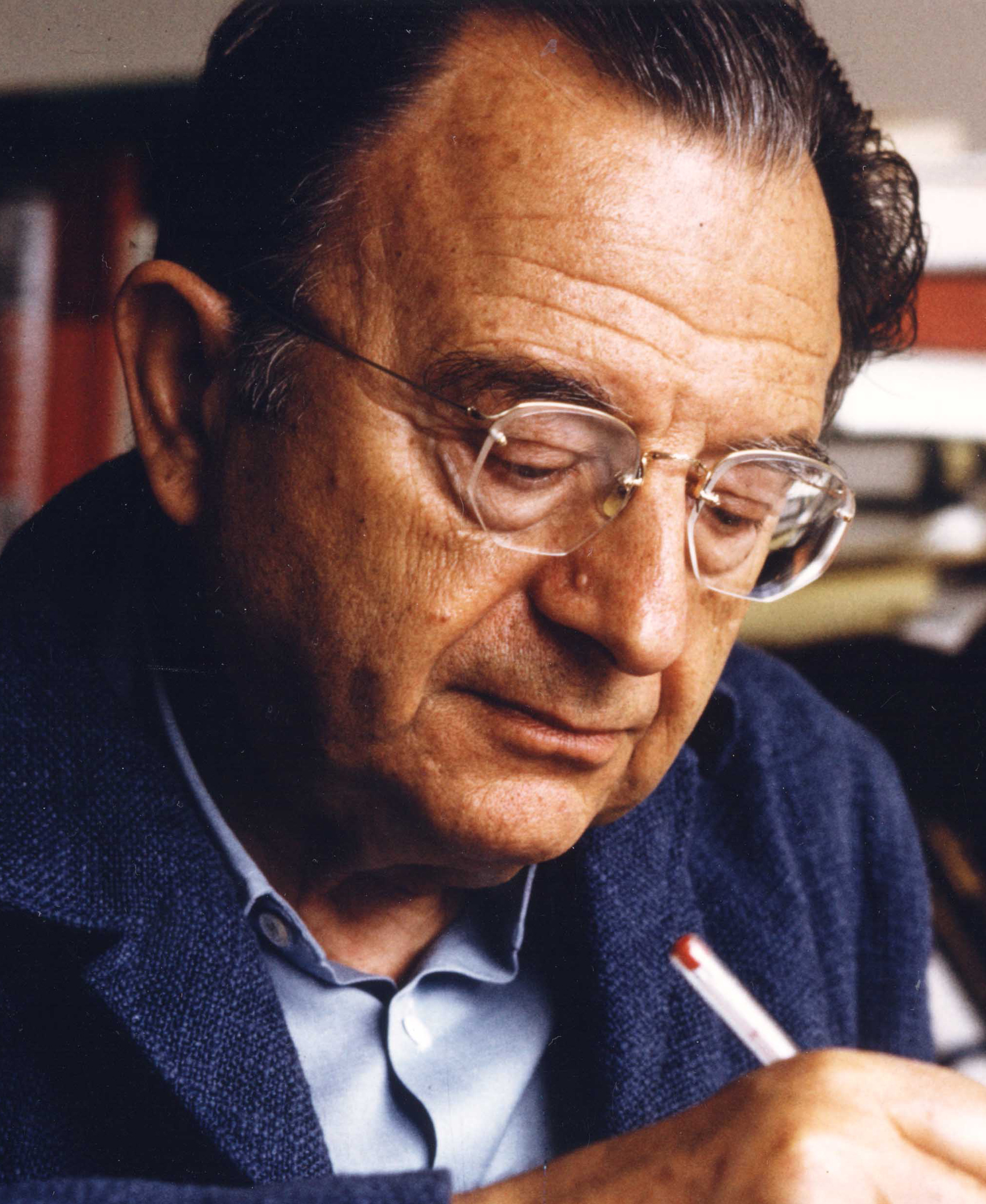
Erich Fromm hat, nicht zuletzt unter dem Eindruck des Nationalsozialismus, den Gehorsam insgesamt verworfen und nur wenigen Ausnahmen zugelassen.

Angeregt von Reichs Thesen, hat der deutsch-amerikanische Psychoanalytiker und Philosoph Erich Fromm (1900–1980) ebenfalls in den 1930er Jahren das Konzept des autoritären Charakters entwickelt. 1941 schrieb er in Escape from Freedom mit Bezug auf Adams Sündenfall:

“The act of disobedience as an act of freedom is the beginning of reason.”

„Der Akt des Ungehorsams als Akt der Freiheit ist der Beginn der Vernunft.“

Als Psychoanalytiker war Fromm – anders als etwa Spinoza – weniger an einer Verbesserung des Glaubens noch an einer Verbesserung des Staates interessiert; seine Aufmerksamkeit galt vielmehr ganz vorrangig der Seele des individuellen Menschen, der, wie Fromm überzeugt war, durch Gehorsamszwang „seinen Sinn für Stolz und Würde“ verliere. Bereits die jüdisch-christliche Lehre habe mit ihrer Gehorsamsforderung auf eine Selbstdemütigung der Gläubigen gezielt. Die Reformation und in ihrem Gefolge der Kapitalismus haben, da sie mit der Befreiung auch die Individualisierung gebracht haben, die profunde Verunsicherung des Menschen nicht beheben können, ihm aber die Gelegenheit eröffnet, wenigstens in seinem Zuhause wie ein König aufzutreten, wo Frau und Kinder ihm gehorchen. Wie Spinoza unterschied auch Fromm zwischen einer Autorität, die im Interesse des Gehorchenden ausgeübt wird (rational kind of authority), und einer solchen, die seinem Interesse entgegensteht (inhibiting kind of authority), ist jedoch überzeugt, dass beide nur selten in Reinform vorliegen. Weiterhin unterschied er zwischen einem heteronomen und einem autonomen Gehorsam, wobei er unter dem letzteren einen Gehorsam gegenüber der eigenen Vernunft und Überzeugung verstand; dem Dilemma, diese Unterscheidung aufrechtzuerhalten, obwohl Freud die Dichotomie zuvor zu Recht in Frage gestellt hatte, versuchte er dadurch zu begegnen, dass er den „heteronomen“ Gehorsam an ein „autoritäres Gewissen“, den „autonomen“ aber an ein „humanistisches Gewissen“ knüpfte. Ein besonderer Beitrag, den Fromm zur Theorie des Gehorsams geleistet hat, besteht in seinem Hinweis, dass das Autoritätsgefälle zwischen Lehrer und Schüler das einzige sei, das darauf abziele, sich selbst aufzuheben.
Max Horkheimer (1895–1973) und Theodor W. Adorno (1903–1969), zwei der wichtigsten Vertreter der Frankfurter Schule, denen später die antiautoritäre Bewegung der 1960er und 1970er Jahre entscheidende Anregungen verdankte, haben in ihrem meistrezipierten Werk, der Dialektik der Aufklärung (1944), anders als Hegel das Gehorsamsprinzip insbesondere dem Protestantismus angelastet. Im Mittelpunkt von Adornos Pädagogik steht das von Kant („Aufklärung ist der Ausgang des Menschen aus seiner selbstverschuldeten Unmündigkeit“) prominent ausgearbeitete Ziel der geistigen Autonomie: das „Urteil nach eigener Einsicht – im Gegensatz zur Heteronomie, zum Gehorsam gegen fremd Anbefohlenes“. Anders als viele der von ihm inspirierten Pädagogen hielt Adorno, der sich hier an Freuds Psychoanalyse anlehnte, eine autoritäre Bindung des Kindes an seinen Erzieher jedoch für unverzichtbar, da der Mensch in der frühen Kindheitsphase bei der geistig-emotionalen Entwicklung aus genetischen Gründen die Identifikation mit einer Autoritätsperson brauche. Horkheimer beeinflusste die antiautoritäre Bewegung auch mit seiner Einschätzung, dass die bürgerliche Kleinfamilie mit ihrer patriarchalen Ordnung das Kind auch für die gesellschaftlichen Autoritätsverhältnisse ausbilde.
Der britische Reformpädagoge Alexander Sutherland Neill (1883–1973), der seine Überlegungen zur Erziehung 1960 in dem Buch Summerhill. A radical approach to child rearing dargelegt hat, folgt darin Wilhelm Reich und Erich Fromm. Als Gründer und Leiter eines Reforminternats war Neill Praktiker und hat zur Theorie des Gehorsams nichts beigetragen, was über die Gedanken von Reich und Fromm hinausgeht. Neill unterscheidet in seinem Buch jedoch zwei Typen von Kindern: Das konventionell erzogene, „unfreie“ Kind, das vom Säuglingsalter an zum Wohlverhalten gezwungen oder gedrängt wurde, beschreibt er als gehorsam, nachgiebig, brav, angepasst, unkritisch und tendenziell neurotisch. Das „freie“ Kind dagegen, so erklärt Neill, werde zwar geliebt und geschützt und zu Respekt erzogen, sei idealerweise aber schon von Geburt an selbstreguliert aufgewachsen und entwickele sich dadurch zu einer Persönlichkeit, die aufrichtig, frei von Angst und von Aggression, entspannt, mitfühlend und glücklich sei. Neill ist überzeugt, dass Gehorsam nur in den seltenen Situationen erforderlich sei, wenn dem Kind, etwa angesichts einer physischen Gefahr, wirklich gravierender Schaden drohe. In jedem anderen Zusammenhang versteht er Gehorsam als eine Frage des sozialen Entgegenkommens, das – als formlos vorgetragener Wunsch –, wenn eine Situation es nahelegt, grundsätzlich jeder von jedem einfordern könne.

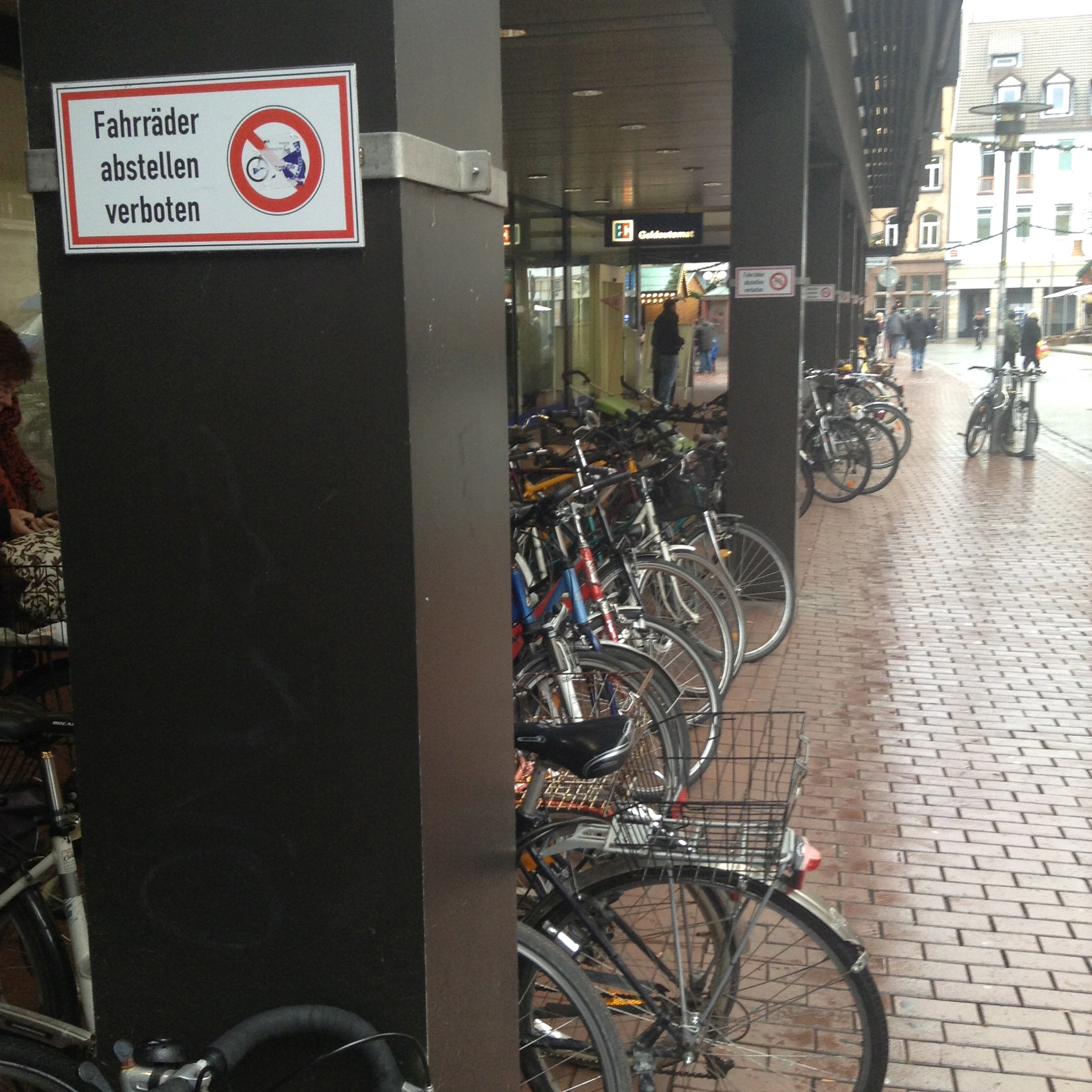
Beispiel für zivilen Ungehorsam: Trotz mehrerer Verbotsschilder werden unter einem Vordach Fahrräder abgestellt.

Zu den besonderen Leistungen der 68er-Bewegung zählt, wie Hans Magnus Enzensberger aufgewiesen hat, dass sie erstmals in der deutschen Geschichte den zivilen Ungehorsam möglich gemacht hat. Eine in dieser Zeit weitverbreitete Form des zivilen Ungehorsams war das aus der amerikanischen Bürgerrechtsbewegung übernommene Sit-in (seit 1966). Von 1969 an kamen Hausbesetzungen hinzu. Anregend wirkte hier unter anderem das 1971 erschienene Buch Eine Theorie der Gerechtigkeit des amerikanischen Philosophen John Rawls (1921–2002), der, abweichend von Thoreau und in Übereinstimmung mit Sokrates, einen zivilen Ungehorsam forderte, der sich unter grundsätzlicher Anerkennung der Verfassungsordnung vollzieht. In Organisationsformen wie den Revolutionären Zellen und der RAF folgte in Deutschland in den 1970er Jahren auf den zwar illegalen, aber nicht gegen die körperliche Unversehrtheit von Personen gerichteten Widerstand, der Studentenbewegung und APO gekennzeichnet hatte, jedoch auch eine Wendung ins Terroristische.
Spätestens 1971 erscheint im gesellschaftlichen Diskurs um den Gehorsam erstmals auch der Terminus „vorauseilender Gehorsam“, der seine häufigste Verwendung seitdem im Zusammenhang des Mitläufertums in der Zeit des Nationalsozialismus gefunden hat.
Die theoretische Grundlegung der antiautoritären Erziehung, die eine kindliche Gehorsamspflicht fundamental verneint und ablehnt, begann in den späten 1960er Jahren, wobei zunächst die Idee im Mittelpunkt stand, durch eine radikale Demokratisierung der Erziehung das Heranwachsen einer Generation von Kindern zu fördern, die politischen Widerstand gegen die kapitalistische Ausbeutung, Unterdrückung und Entfremdung leisten würden. Lutz von Werder hat dabei sozialistische Autoren der 1920er Jahre wie Otto Rühle, Anna Siemsen, Edwin Hoernle, Otto Felix Kanitz, Paul Oestreich, Fritz Karsen und Siegfried Bernfeld als vermeintliche Vordenker einer antiautoritären Erziehung „wiederentdeckt“. In der 1967 entstandenen Kinderladenbewegung hat eine solche proletarisch-revolutionäre Erziehung meist jedoch keine Rolle gespielt; vielmehr traten dort vor allem libertäre und liberale Formen der antiautoritären Erziehung in Erscheinung, die Neill folgten und wenig politisch waren. Monika Seifert (1932–2002), die 1967 in Frankfurt-Eschersheim den ersten Kinderladen gründete, war eine Tochter von Alexander Mitscherlich und Studentin von Theodor W. Adorno und hatte entscheidende Anregungen von Horkheimer, von Neill und von Paul und Jean Ritter empfangen. In der ersten Hälfte der 1970er Jahre gingen Ekkehard von Braunmühl (1940–2020) und Hubertus von Schoenebeck (* 1947) noch einen Schritt weiter als die Antiautoritären und begründeten die Antipädagogik, die über den kindlichen Gehorsam hinaus auch jegliche Erziehung als menschenverachtende Fremdbestimmung des Kindes verwirft.
Die Frankfurter Schule, Alexander Neill und die Vertreter der antiautoritären Erziehung hatten psychoanalytisches Gedankengut zwar rezipiert, ihr Blick auf die Erziehung war jedoch kein primär psychoanalytischer gewesen, sondern entweder pädagogisch-praxisorientiert (Neill, Kinderladenbewegung) oder historisch-politisch (Frankfurter Schule, proletarisch-revolutionärer Flügel der Antiautoritären). Eine Wiederbelebung erfuhr die psychoanalytische Erziehungskritik, als Katharina Rutschky (1941–2010) und Alice Miller (1923–2010) in der zweiten Hälfte der 1970er Jahre das Schlagwort von der „schwarzen Pädagogik“ prägten. Mit diesem Ausdruck bezeichneten sie eine dysfunktionale Mainstream-Erziehung, bei der ein seelisch beschädigter Erzieher aus persönlichem Selbsterhöhungsbestreben den Willen des Kindes breche; wenn dieses Kind später selbst zum Erzieher wird, reiche es die prekäre seelische Verfassung wiederum an die nächste Generation weiter. Im Unterschied zu den Psychoanalytikern Wilhelm Reich und Erich Fromm, deren Erkenntnisobjekt spezifisch der nationalsozialistische Sozialcharakter gewesen war, verzichteten Rutschky und Miller konsequent auf gesellschaftshistorische Analysen und verstanden die „schwarze Pädagogik“ als ein nicht zeitgebundenes Phänomen, das sie auch in ihrer Gegenwart noch am Werke sahen. Wie vor ihr bereits Fromm, so hatte auch Miller aufgewiesen, dass gehorsame Missbrauchsopfer ihre autoritären Peiniger – „(1) um das schmerzhafte und gefährliche Gefühl des Hasses zu entfernen und (2) um das Gefühl der Demütigung zu mildern“ – häufig nicht nur von Schuld freisagen, sondern sogar bewundern und idealisieren. Der Erziehungswissenschaftler Friedrich Koch und der Psychoanalytiker Arno Gruen sind Rutschkys und Millers Gedankengängen noch im späten 20. und frühen 21. Jahrhundert gefolgt.

#### Philosophie der Nachkriegszeit

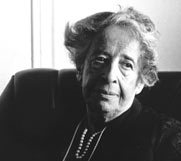
Hannah Arendt hat eine theoretische Begründung für die Position geliefert, dass die Erziehung der einzige Lebensbereich sei, in dem Autorität Sinn und Berechtigung habe.

Die deutsch-amerikanische Philosophin Hannah Arendt (1906–1975) nahm in mehreren ihrer Schriften, die zwischen 1954 und 1970 erschienen sind, eine grundlegende Unterscheidung zwischen Autorität einerseits und Macht und Gewalt andererseits vor. Sie schrieb, dass erstere, weil sie Gehorsam verlangt, mit den beiden letzteren oft verwechselt werde. Autorität sei jedoch stets die Autorität einer individuellen Person und basiere auf einer von den Gehorchenden als rechtmäßig anerkannten Hierarchie; Gehorsam brauche sie darum weder zu erzwingen noch durch argumentierende Überredung einzuwerben. Als Beispiele nannte sie die Eltern-Kind-Beziehung, die Lehrer-Schüler-Beziehung und die mit einem Amt verbundene Autorität, wie sie z. B. den römischen Senatoren verliehen war. Arendt argumentierte, dass Autorität in der Erziehung – und nur dort – ihre Notwendigkeit und Berechtigung habe. Dabei galt ihre Kritik einerseits einer in ihrer Zeit noch weit verbreiteten Rhetorik, die das Modell der Erziehung durch Autorität ins Politische zu übertragen versuchte (was nach Arendts Überzeugung der Verschleierung von Machtansprüchen diene), und andererseits der zeitgenössischen amerikanischen Bildungspolitik, die – auf Kosten der Lehrerautorität – die Unterschiede zwischen Schülern und Lehrern zu nivellieren suchte, was für die Kinder grausame Konsequenzen habe:

“Therefore by being emancipated from the authority of adults the child has not been freed but has been subjected to a much more terrifying and truly tyrannical authority, the tyranny of the majority. […] They are either thrown back upon themselves or handed over to the tyranny of their own group, against which, because of its numerical superiority, they cannot rebel, with which, because they are children, they cannot reason, and out of which they cannot flee to any other world because the world of adults is barred to them.”

„Daher wurde das Kind durch die Emanzipation von der Autorität der Erwachsenen nicht befreit, sondern einer viel schrecklicheren und wahrhaft tyrannischen Autorität unterworfen, der Tyrannei der Mehrheit. […] Sie werden entweder auf sich selbst zurückgeworfen oder der Tyrannei ihrer eigenen Gruppe ausgeliefert, gegen die sie wegen deren zahlenmäßiger Überlegenheit nicht aufbegehren können, mit der sie, weil sie Kinder sind, nicht argumentieren können und vor der sie nicht in irgendeine andere Welt fliehen können, weil ihnen die Welt der Erwachsenen verwehrt bleibt.“

Hans-Georg Gadamer (1900–2002) machte 1960 in seinem Hauptwerk Wahrheit und Methode, das für die philosophische Hermeneutik grundlegend war, auf gedankliche Lücken aufmerksam, die den Philosophen der Aufklärung unterlaufen sind, als sie Autorität und Vernunft – und damit auch Gehorsam und Mündigkeit – zum kontradiktorischen Gegensatzpaar erklärten:

„Sofern die Geltung der Autorität an die Stelle des eigenen Urteils tritt, ist Autorität in der Tat eine Quelle von Vorurteilen. Aber daß sie auch eine Wahrheitsquelle sein kann, ist damit nicht ausgeschlossen, und das hat die Aufklärung verkannt, als sie schlechthin alle Autorität diffamierte. […] In der Tat ist nicht nur die Diffamierung aller Autorität ein durch die Aufklärung selber festgewordenes Vorurteil. Sie hat auch dazu geführt, dass der Begriff der Autorität deformiert worden ist. Auf dem Grunde eines aufklärerischen Begriffs von Vernunft und Freiheit konnte sich mit dem Begriff der Autorität das schlechthinnige Gegenteil von Vernunft und Freiheit, der blinde Gehorsam, verbinden. Das ist die Bedeutung, die wir aus dem Sprachgebrauch der Kritik an den modernen Diktaturen kennen.“

Dabei verwies Gadamer auch auf René Descartes, der bereits 1637 gezeigt hatte, dass die Unabhängigkeit von Autorität allein noch keinen guten Gebrauch der Vernunft garantiere.

### Gegenwart – Aktuelle Strömungen in der Erziehung
In den Vereinigten Staaten unterschied die Entwicklungspsychologin Diana Baumrind (1927–2018) in den späten 1960er Jahren drei verschiedene Erziehungsstile: 1. einen autoritären Erziehungsstil mit hohem Anspruch an Gehorsam und geringer Responsivität, 2. einen autoritativen Erziehungsstil mit hohem Anspruch an Gehorsam und hoher Responsivität und 3. einen permissiven Erziehungsstil mit geringem Anspruch an Gehorsam. In Langzeitstudien beobachtete Baumrind, dass autoritativ erzogene Kinder tendenziell seltener verhaltensauffällig, besser in der Schule, glücklicher und autonomer als andere Kinder sind.
In der deutschsprachigen pädagogischen Ratgeberliteratur fanden sich zu Beginn des 21. Jahrhunderts erneut Plädoyers für mehr elterliche Autorität (Albert Wunsch: Die Verwöhnungsfalle, 2000; Albert Wunsch: Abschied von der Spaßpädagogik, 2003; Bernhard Bueb: Lob der Disziplin – Eine Streitschrift, 2006; Michael Winterhoff: Warum unsere Kinder Tyrannen werden, 2008), deren Autoren, weil sie zu Theorie und Empirie des Gehorsams kaum Neues hinzugefügt haben, teils methodisch kritisiert worden sind, teils deshalb, weil man ihnen vorwarf, das Rad der Zeit zurückdrehen und zu obsoleten Erziehungsmethoden zurückkehren zu wollen. Der besonders im deutschsprachigen Raum rezipierte dänische Familientherapeut Jesper Juul (1949–2019) hat gemeinsam mit seiner Fachkollegin Helle Jensen 2004 einen Ratgeber Kompetent erziehen. Vom Gehorsam zur Verantwortung publiziert.
Während der (vermutete oder nachgewiesene) Nutzen und Schaden der Autorität in der Erziehung in Pädagogik und Öffentlichkeit bis in die Gegenwart kontrovers diskutiert wird, findet der Theoriediskurs über die Legitimität dieser Autorität – anders als der Diskurs über die Legitimität politischer Herrschaft – selbst innerhalb des Faches wenig Beachtung. Beigetragen hat zu diesem Thema aber etwa der Erziehungswissenschaftler Friedhelm Brüggen (* 1949).

## Dimensionen des Gehorsams
Dieser Abschnitt bildet weitgehend eine sachlich strukturierte Zusammenfassung des Abschnitts zur Begriffsgeschichte. Quellen und Einzelnachweise sind dort zu finden.

### Instanzen
Gehorsam ist stets gegen eine übergeordnete Instanz gerichtet, wobei u. a. folgende Arten von Instanzen unterschieden werden können:
GottAlle drei abrahamitischen Weltreligionen – das Judentum, das Christentum und der Islam – fordern, noch vor allen anderen Geboten, den Gottgehorsam.
Religiöse GeboteBeginnend mit dem Sinaibund, ist für die Gläubigen der abrahamitischen Weltreligionen auch der Gehorsam gegenüber einer Vielzahl von religiösen Geboten verbindlich.
PersonenEbenfalls bereits im Alten Testament sind Geschichten von Königen und anderen Einzelpersonen überliefert, die Gehorsam fordern. Mindestens ebenso alt ist der Gedanke, dass Kinder ihren Eltern Gehorsam schulden.
MilitärSeit der Antike unterliegen Soldaten einer militärischen Disziplin.
Weltliche GesetzeBereits in der griechischen Antike und in der Neuzeit erneut seit der Aufklärung und der Säkularisierung des Staatsbegriffes haben politische Philosophen immer wieder den Gehorsam vor den – von der Gemeinschaft einvernehmlich geschaffenen – Gesetzen gefordert.
Die deutsch-amerikanische Philosophin Hannah Arendt (1906–1975) kritisierte den Gebrauch des Terminus „Gehorsam“, bezogen auf Gesetze; sie war überzeugt, dass hier vielmehr „Unterstützung“ (engl. support) gemeint gewesen sei, wobei Unterstützung – anders als Gehorsam – stets ein Hinterfragen gestatte.

Weltliche InstitutionenDie Parteidisziplin, die etwa in sozialistischen Einparteiensystemen von den Parteimitgliedern – eventuell auch gegen deren persönliche Überzeugung – gefordert wird, bildet ein Beispiel dafür, dass auch manche nichtstaatliche weltliche Einrichtungen Gehorsam fordern.
IdeologienIn der Zeit des Nationalsozialismus galt, wie Hitler in Mein Kampf dargelegt hat, die „Volksgemeinschaft“ – die in der nationalsozialistischen Ideologie eine zentrale Bedeutung hatte – als die höchste Instanz, der alles andere zu gehorchen habe, und bildet damit ein Beispiel für den Gehorsam gegenüber einer Ideologie.

### Ursprünge von Gehorsamsverhältnissen
In der Philosophie sind vor allem drei Ursprünge beschrieben worden, aus denen Gehorsamsverhältnisse entstehen:
GewaltDiderot unterschied bei der politischen Autorität zwischen einem aus Gewalt entstandenen Gehorsamsverhältnis einerseits und einem solchen andererseits, dem der Gehorchende zugestimmt hat.
Unterwerfungsvertragliche ZustimmungAußer Diderot haben u. a. auch Hobbes, Rousseau und Kant über Gehorsamsverhältnisse theoretisiert, die dadurch zustande kommen, dass der Gehorchende seiner Freiheitsbeeinträchtigung vertraglich zustimmt.
Erzieherische AutoritätJohn Locke und Denis Diderot machten darauf aufmerksam, dass die elterliche Autorität die einzige sei, die ihren Ursprung in der Natur habe.
Über die Grundlagen der Lehrerautorität dachte u. a. Friedrich Schleiermacher nach, für den der Lehrer ein Repräsentant des Gesetzes ist, der es seinen Schülern damit ermöglicht, zu Mitgliedern einer sozialen Gemeinschaft heranzureifen, die über den Familienkreis, in den sie hineingeboren sind, hinausreicht.
Hannah Arendt argumentierte – abweichend von Locke und Diderot –, dass die Erziehung der einzige Lebensbereich sei, in welchem Autorität, als Funktion einer gesellschaftlich anerkannten Hierarchie, Notwendigkeit und Legitimität besitze.

### Die Zeitspanne der Gehorsamspflicht
Eine Dimension des Gehorsams, über die Philosophen vielfach nachgedacht und geschrieben haben, ist die Zeitspanne, in der erwartet wird, dass ein Mensch einer bestimmten übergeordneten Instanz gehorcht.
Lebenslanger GehorsamJe abstrakter die Instanz ist, umso wahrscheinlicher ist es, dass der Gehorsam, der ihr entgegengebracht werden soll, ein lebenslanger Gehorsam ist. Dies gilt besonders für den Gottgehorsam, aber etwa auch für den Gehorsam gegenüber ideologischen Konstrukten wie der nationalsozialistischen „Volksgemeinschaft“.
Zeitlich begrenzter GehorsamNach Kant ist der Mensch frei geboren und kann sich einer übergeordneten Instanz gegenüber nur auf vertraglicher Grundlage zum Gehorsam verpflichten.
Dass dieser Freiheitsverzicht zwingend zeitlich begrenzt sein müsse, begründete Kant damit, dass der Gehorchende durch einen Vertrag, mit dem er sich zu unbefristetem Gehorsam verpflichtet, aufhören würde, eine Person zu sein; als Nicht-Person schulde er jedoch niemandem Gehorsam.
Kindlicher GehorsamDarüber, dass die kindliche Gehorsamspflicht damit endet, dass der heranwachsende Mensch lernt, seine Handlungen selbst zu lenken, hat etwa Denis Diderot geschrieben. John Locke hatte zuvor argumentiert, dass der Mensch zwar für die Freiheit, aber nicht in Freiheit geboren sei.

### Gehorsam bei Normenkollisionen
Befehle können mit sozialen Normen – etwa moralischen Regeln – im Widerspruch stehen. Bereits Sokrates hat in diesem Fall den Ungehorsam vorgeschlagen; viele spätere Philosophen sind ihm darin gefolgt. Zu den historischen Ereignissen, in deren Kontext die Frage des Gehorsams bei verbrecherischen Befehlen (Handeln auf Befehl) von Angeklagten zu ihrer Entlastung vorgebracht wurden, zählten in Deutschland nach dem Ersten Weltkrieg bei den Leipziger Prozessen der Fall der Ermordung der Überlebenden des Lazarettschiffs Llandovery Castle und nach dem Zweiten Weltkrieg die Nürnberger Prozesse (1945–1949).
Dass viele Menschen angesichts von Befehlen persönliche moralische Verantwortung so offensichtlich verwerfen und bestreiten, hat seit den 1960er Jahren in der psychologischen Forschung mehrfach Experimente angeregt, in denen die Bereitschaft von Versuchspersonen getestet wurde, Gehorsam auch in Situationen zu leisten, in denen ethisch problematisches Verhalten angeordnet wird. Die bekanntesten davon sind die Gehorsams-Experimente (1961) von Stanley Milgram und das Stanford-Prison-Experiment (1971) von Philip Zimbardo, Craig Haney und Curtis Banks. Ein weiteres Beispiel ist das Astroten-Experiment (1966) von Charles K. Hofling. In jüngerer Zeit sind diese Untersuchungen nicht nur ethisch, sondern auch methodisch zunehmend in die Kritik geraten. Aktuelle Beispiele für psychologische Gehorsamsforschung sind das so genannte „Milgram Lite“-Experiment (2009) von Jerry Burger sowie das „Objektzerstörungs-Experiment“, das auf der so genannten „Käfertötungsaufgabe“ (2007) basiert. In den aktuellen Experimenten kamen weder Mensch noch Tier zu Schaden. Zudem wurden die Befunde früheren Untersuchungen weitgehend repliziert. Allerdings konnte eine Diffusion oder gar Übertragung der Verantwortung auf die Autorität nicht bestätigt werden. Gehorsam wird in der Psychologie im begrifflichen Kontext von Anpassung und Beeinflussung und analog zu Konformität untersucht.

### Umfang der Autorität
ElternhauserziehungIn der Elternhauserziehung der Westlichen Welt wird ein Anspruch auf Gehorsam heute nur in bestimmten Bereichen als legitim betrachtet. Die amerikanischen Forscher Elliot Turiel (1983) und Judith G. Smetana / Susan Chuang (2001) haben in empirischen Studien ermittelt, dass amerikanische Kinder, die elterliche Autorität betreffend, im frühen Grundschulalter zwischen vier verschiedenen Sphären zu unterscheiden beginnen: a. der Sphäre des Privaten (z. B. Wahl der Freunde, der Musik, der Spiele), b. der moralischen Sphäre (Fragen von Richtig oder Falsch, basierend auf einem System, das außerhalb der Familie begründet ist), c. der Sphäre der Aufsicht (prudential domain, Fragen von Sicherheit und Gesundheit) und d. der Sphäre der Konvention (nicht-moralische Fragen, die aber sozialen Normen betreffen, z. B. Gebrauch von Schimpfwörtern). Legitim ist ein Mitreden der Eltern nach Einschätzung der befragten Kinder und Jugendlichen nur in den drei letztgenannten Bereichen, wobei die Situation kompliziert wird, wenn Heranwachsende zunehmend Vieles, das von den Eltern als Frage der Konvention, der Moral oder der Sicherheit eingeschätzt wird, der persönlichen Sphäre zuordnen.
SchulerziehungDass die Disziplin der Schule „sich nicht auf den ganzen Umfang der Existenz eines Schülers erstrecken kann, weil ihr nicht dieser ganze Umfang anvertraut ist“, stellte bereits Hegel 1811 explizit fest.

## Rechtliche Perspektive (Deutschland)

### Geschichte

#### Preußisches Allgemeines Landrecht
Im Allgemeinen Landrecht für die Preußischen Staaten (prALR; in Kraft 1794–1900) war im Titel über die „wechselseitigen Rechte[…] und Pflichten der Aeltern und Kinder“ bestimmt: „§. 61. Kinder sind beyden Aeltern Ehrfurcht und Gehorsam schuldig.“ Anwendung fand dieser Grundsatz etwa dann, wenn ein Kind sich ohne väterliche Einwilligung verheiratet hatte; nach § 1008 im Titel über das Eherecht war der Vater dann berechtigt, dieses „ungehorsame“ Kind bis auf die Hälfte des Pflichtteils zu enterben. Ähnlich wie Kinder ihren leiblichen Eltern waren auch „Pflegebefohlne“ ihrem Vormund „Ehrerbietung, Gehorsam, und Folgsamkeit“ schuldig.
Im § 117 des Titels über die „Rechte[…] und Pflichten der Herrschaften und des Gesindes“ war bestimmt, dass Gesinde in dem Falle, dass „es sich beharrlichen Ungehorsam und Widerspenstigkeit gegen die Befehle der Herrschaft zu Schulden kommen läßt“, ohne Aufkündigung – also fristlos – entlassen werden konnte. Für die Gehorsamspflicht des „Schiffsvolks“ gegenüber dem „Schiffer“ galten zum Teil ähnliche Bestimmungen wie für das Gesinde. Auf der Grundlage von § 295 des Titels über den „Bürgerstand“ waren auch Lehrlinge verpflichtet, dem Lehrherrn (bei dessen Verhinderung dem ersten Gesellen), „sowohl in Gewerks- als häuslichen Angelegenheiten“ Gehorsam zu leisten, was bis zu einem gewissen Grade auch Gesindedienste einschloss. Unter demselben Titel findet sich weiterhin § 380, der es einem Meister erlaubte, einen Gesellen, der sich „sich beharrlichen Ungehorsams und Widerspänstigkeit gegen die Anweisungen des Meisters schuldig macht“, ohne Aufkündigung zu entlassen.
Als weitere Personengruppe mit besonderen Gehorsamspflichten kannte das Allgemeine Preußische Landrecht die Beamten: „§. 2. Sie sind, außer den allgemeinen Unterthanenpflichten, dem Oberhaupte des Staats besondre Treue und Gehorsam schuldig.“ „Vergehungen wider die Subordination“ waren strafbar.
Im Gegensatz etwa zum Bürgerlichen Gesetzbuch, von dem es 1900 abgelöst wurde, enthielt das Allgemeine Preußische Landrecht auch eine Anzahl von kirchenrechtlichen Bestimmungen. So sah es u. a. vor, dass Geistliche „in Angelegenheiten ihres geistlichen Amtes“ ihrem vorgesetzten Bischof Gehorsam schulden. Darüber hinaus waren die Kirchen jedoch auch gesetzlich angehalten, „ihren Mitgliedern Ehrfurcht gegen die Gottheit, Gehorsam gegen die Gesetze, Treue gegen den Staat, und sittlich gute Gesinnungen gegen ihre Mitbürger einzuflößen“. Die Absicherung gegen Glaubensgemeinschaften – vor allem Sekten –, deren Lehrsätze den weltlichen Gesetzen widersprachen, war auch im strafrechtlichen Teil des Allgemeinen Preußischen Landrechts verankert.

#### Deutsches Kaiserreich und Weimarer Republik
1900 wurde im Deutschen Kaiserreich das Bürgerliche Gesetzbuch (BGB) eingeführt. Die Wörter „Gehorsam“ und „gehorchen“ kamen darin von Anfang an nicht mehr vor; die Gehorsamsverhältnisse als solche wurden jedoch keineswegs aufgehoben. Bezüglich des kindlichen Gehorsams etwa hieß es nun: „§. 1626. Das Kind steht, solange es minderjährig ist, unter elterlicher Gewalt.“ Dieser Sprachgebrauch blieb bis 1979 bestehen und wich dann dem Konzept der elterlichen Sorge.
Schon 1872 war das Militär-Strafgesetzbuch für das Deutsche Reich eingeführt worden, dessen §§ 89–113 die Rechtsfolgen bei verschiedenen Formen von soldatischem Ungehorsam regelten. Die schwerstmögliche Strafe, die bei Ungehorsam im Felde verhängt werden konnte, war lebenslängliche Freiheitsstrafe.
Das Beamtenrecht wurde im Deutschen Kaiserreich 1873 im Reichsbeamtengesetz (RBG) geregelt. Statt von „Gehorsam“ ist in diesem Text die Rede davon, dass Beamte bestimmten Anordnungen „Folge leisten“ müssen.

#### Nationalsozialismus
Das Beamtenrecht wurde 1937 im Deutschen Beamtengesetz neu geregelt, das der nationalsozialistischen Ideologie verpflichtet war und die deutschen Beamten ausdrücklich zu „Vollstrecker[n] des Willens des von der Nationalsozialistischen Deutschen Arbeiterpartei getragenen Staates“ machte. In § 1 hieß es u. a.:

„Der Staat fordert von dem Beamten unbedingten Gehorsam und äußerste Pflichterfüllung […]“

Explizit bezogen war diese Gehorsamspflicht auf Vorgesetzte und auf Adolf Hitler. Eine juristische Besonderheit war die Verpflichtung des Beamten auch zur „Treue“ gegen das Deutsche Reich und gegen Hitler, wobei die letztere ausdrücklich als eine „Treue bis zum Tode“ bestimmt war. § 7 des Gesetzes, der die Gehorsamspflicht im Detail regelte, band die Amtshandlungen des Beamten allerdings ans Gesetz und verbot ihm die Befolgung einer Anordnung, die „für ihn erkennbar den Strafgesetzen zuwiderlaufen würde“.
Die Bestimmungen des Militär-Strafgesetzbuches für das Deutsche Reich über „Strafbare Handlungen gegen die Pflichten der militärischen Unterordnung“ wurden im Zweiten Weltkrieg verschärft; von 1940 an konnte beispielsweise bei Gehorsamsverweigerung (§ 94) die Todesstrafe verhängt werden.

#### Bundesrepublik Deutschland
An die Stelle des nationalsozialistischen Beamtengesetzes trat in der Bundesrepublik Deutschland 1953 das Bundesbeamtengesetz (BBG), dessen § 52 die Beamten – in expliziter Abgrenzung zum Vorläufergesetz – „dem ganzen Volke“ verpflichtete. Auch dieses Gesetz schrieb vor, dass Beamte die Anordnungen ihrer Vorgesetzten ausführen und deren allgemeine Richtlinien im Regelfall befolgen müssen. Anders als das NS-Beamtengesetz sah das BBG jedoch vor, dass „der Beamte […] für die Rechtmäßigkeit seiner dienstlichen Handlungen die volle persönliche Verantwortung“ trägt und Bedenken gegen eine möglicherweise nicht gesetzeskonforme Anweisung unverzüglich melden müsse.

### Gegenwart

#### Staatliches Recht
In Deutschland ist auch heute eine Gehorsamspflicht in bestimmten Fällen gesetzlich festgeschrieben; betroffen sind ausschließlich sogenannte Sonderrechtsverhältnisse. Das 2009 reorganisierte Bundesbeamtengesetz (BBG) beschreibt in seinen neuen §§ 62-63 eine „Folgepflicht“ der Beamten, die inhaltlich dem entspricht, was bereits seit 1953 galt.
Strafgefangene waren in Deutschland die längste Zeit bis zu einem gewissen Grade rechtlos gestellt. Die wenigen existierenden Bestimmungen zum Strafvollzug waren Teil des Strafgesetzbuchs (z. B. Reichsstrafgesetzbuch von 1871). Zu einer umfassenden Verrechtlichung der Gefängnisse und damit auch des Strafvollzugs kam es in Westdeutschland erst im Anschluss an die Große Strafrechtsreform mit dem Inkrafttreten des Strafvollzugsgesetzes (StVollzG, 1977), in dem die Rechte und Pflichten von Strafgefangenen seitdem geregelt sind. Auf der Grundlage von § 82 dieses Gesetzes sind Strafgefangene verpflichtet, Anordnungen der Vollzugsbediensteten zu befolgen.
Im Soldatengesetz (SG), das seit seinem Inkrafttreten im Jahre 1956 die rechtliche Stellung der Soldaten der deutschen Bundeswehr regelt, wird der Rahmen für den Gehorsam folgendermaßen bestimmt:

„(1) Der Soldat muss seinen Vorgesetzten gehorchen. Er hat ihre Befehle nach besten Kräften vollständig, gewissenhaft und unverzüglich auszuführen. Ungehorsam liegt nicht vor, wenn ein Befehl nicht befolgt wird, der die Menschenwürde verletzt oder der nicht zu dienstlichen Zwecken erteilt worden ist; die irrige Annahme, es handele sich um einen solchen Befehl, befreit den Soldaten nur dann von der Verantwortung, wenn er den Irrtum nicht vermeiden konnte und ihm nach den ihm bekannten Umständen nicht zuzumuten war, sich mit Rechtsbehelfen gegen den Befehl zu wehren.

(2) Ein Befehl darf nicht befolgt werden, wenn dadurch eine Straftat begangen würde. Befolgt der Untergebene den Befehl trotzdem, so trifft ihn eine Schuld nur, wenn er erkennt oder wenn es nach den ihm bekannten Umständen offensichtlich ist, dass dadurch eine Straftat begangen wird.

(3) Im Verhältnis zu Personen, die befugt sind, dienstliche Anordnungen zu erteilen, die keinen Befehl darstellen, gelten § 62 Absatz 1 und § 63 des Bundesbeamtengesetzes entsprechend.“

Das 1957 in Kraft getretene Wehrstrafgesetz regelt die Rechtsfolgen sowohl bei rechtswidrigen Taten, die auf Befehl begangen werden, als auch bei Ungehorsam, Gehorsamsverweigerung und anderen Formen des Nichtfolgens von Befehlen; bei den letztgenannten „Straftaten gegen die Pflichten der Untergebenen“ sind Freiheitsstrafen von bis zu fünf Jahren vorgesehen.

#### Kirchliches Recht
Gebräuchlich sind die Wörter „Gehorsam“ und „gehorchen“ bis in die Gegenwart auch im kirchlichen Recht, etwa im kanonischen Recht der römisch-katholischen Kirche. Im aktuellen Codex Iuris Canonici findet sich zum Beispiel der Wortlaut: „Was die geistlichen Hirten in Stellvertretung Christi als Lehrer des Glaubens erklären oder als Leiter der Kirche bestimmen, haben die Gläubigen im Bewußtsein ihrer eigenen Verantwortung in christlichem Gehorsam zu befolgen.“